# Ulrich Müther
Ulrich Müther (* 21. Juli 1934 in Binz; † 21. August 2007 ebenda) war ein deutscher Bauingenieur und Bauunternehmer. Er entwarf und baute etwa 74 Schalenbauwerke (doppelt gekrümmte Beton-Schalentragwerke) und wurde dadurch zu einem bedeutenden Repräsentanten der architektonischen Moderne. Einige Bauwerke Müthers werden der organischen Architektur zugeordnet wie die Gaststätte Ahornblatt in Berlin, das Restaurant Seerose in Potsdam und die Konzertmuschel Kurmuschel in Sassnitz.

## Biografie

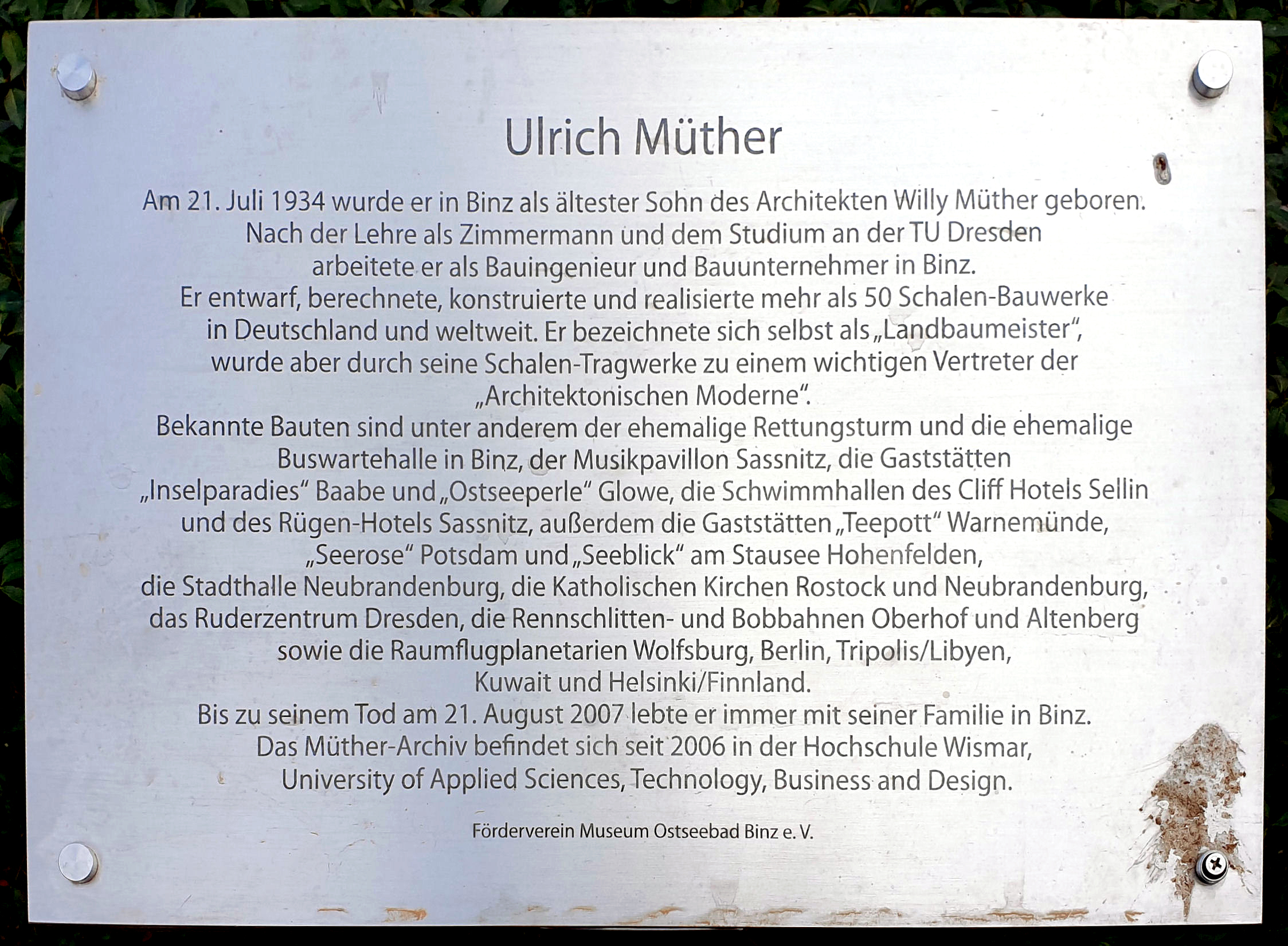
Gedenktafel, Strandpromenade 8, in Binz

Ulrich Müther wurde als älterer von zwei Söhnen des Architekten Willy Müther geboren, der seit 1922 das Baugeschäft Willy Müther führte. Sein Vater starb kurz nach dem Zweiten Weltkrieg an dessen Folgen, so dass dessen Frau Elisabeth das Baugeschäft weiterführte.

### Ausbildung
Müther absolvierte nach der Volksschule eine Lehre als Zimmermann und arbeitete ein Jahr als Geselle. Einem Unternehmersohn war es in der DDR nur als Arbeiter möglich gewesen, einen Studienplatz zu erhalten. Erst danach konnte er von 1951 bis 1954 Konstruktiven Ingenieurbau an der Ingenieurschule für Bauwesen Neustrelitz studieren, das er als jüngster Absolvent beendete. Eine erste Anstellung erhielt Müther von 1954 bis 1958 als Mitarbeiter im Entwurfsbüro für Industriebau in Berlin, das dem Ministerium für Aufbau der DDR unterstand. Dort war er an der Projektierung von Kraftwerksbauten beteiligt und vor allem mit der Planung von Kühltürmen beschäftigt. Währenddessen absolvierte er ab 1956 bis 1963 ein Fernstudium an der Technischen Universität Dresden.
Sein Studienfreund und Architekt Ingo Schönrock (1933–2009) schlug ihm nach dem Besuch eines Vortrages bei dem Pionier des Betonschalenbaus, Félix Candela, vor, dass Müther seine Diplomarbeit der Hyperbolischen Paraboloidschale widme. Müther war davon fasziniert, später nannte er diese kurz „Hyparschalen“. Diese bestanden aus einem Netz von Stahlträgern, das aus Geraden zweifach gekrümmte Flächen erzeugt. Damit kann eine Hyparschale auch mit geraden Brettern eingeschalt werden.
Bei seinem ersten Bauprojekt handelte es sich zunächst um die Terrassenüberdachung, schließlich um den 200 m² großen Mehrzwecksaal des Ferienheimes Haus der Stahlwerker in Binz für die Arbeiter des VEB Stahl- und Walzwerks Riesa (nach der Wende abgerissen, heute Hotel Vier Jahreszeiten). Der Betreuer seiner Diplomarbeit an der TU Dresden, Hermann Rühle, vermittelte ihn an Reinhold Rabich am Lehrstuhl für Stahlbetonbau in Berlin. Rabich beschäftigte sich mit der Membrantheorie für einschalige hyperbolische Rotationsformen, die noch heute bei Kühltürmen zur Anwendung kommen. Rühle beschaffte ihm darüber hinaus ausländische Fachliteratur.

### Unternehmensleiter
1958 übernahm er die technische Leitung des familieneigenen Bauunternehmens. Das Familienunternehmen war bereits 1953 im Rahmen der Aktion Rose durch die sozialistische Staatsmacht enteignet, nach dem 17. Juni 1953 aber zunächst wieder zurückgegeben worden. 1960 erhielt das Unternehmen die Rechtsform einer Produktionsgenossenschaft des Handwerks, 1972 wurde es verstaatlicht zum VEB Spezialbetonbau Rügen. Müthers Spezialisierung auf den Schalenbau mit dem Betonspritzverfahren konnte verhindern, dass sein Unternehmen 1972 in ein Baukombinat eingegliedert wurde. 1990 wurde der volkseigene Betrieb an Müther rückübertragen. Im Jahr 1999 musste das Unternehmen Müther GmbH Konkurs anmelden. Dessen ungeachtet war Müther ein vielgefragter Teilnehmer an Kongressen und Fachtagungen sowie Anbieter von Workshops.
Sowohl in der DDR als auch nach der Wiedervereinigung war Müther ein Einzelgänger unter den Bauingenieuren, er selbst nannte sich selbstironisch und zurückhaltend einen „Landbaumeister von Rügen“. Sein lebenslanger Lehrmeister blieb für ihn Félix Candela (1910–1997). Müthers Firmen-Signet besteht aus zwei aneinandergefügten und steil aufragenden Hyparschalen, die dem Längsschnitt der Kirche San José Obrero in Monterrey (Mexiko) von Félix Candela und Enrique de la Mora (1960) entsprechen.

### Familie

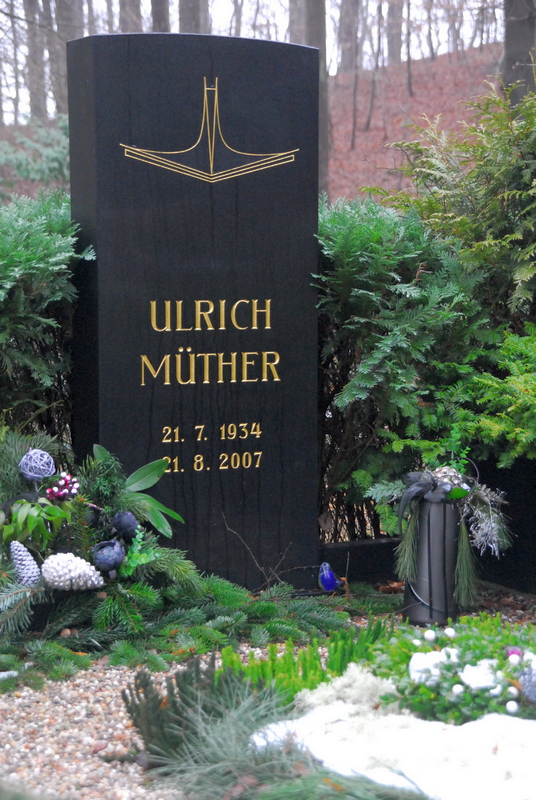
Grabstein Müthers auf dem ev. Friedhof in Binz mit dem Signet des VEB Spezialbetonbau Rügen.

1995 gründete Müther die Christian-Müther-Stiftung „Segeln mit asthmakranken Kindern“. Er benannte sie nach seinem einzigen Sohn und Augenarzt Christian, der am 20. November 1989 an den Folgen eines Asthma-Anfalls starb. Asthmakranke Kinder konnten unter ärztlicher Aufsicht an einem dreitägigen Segeltörn teilnehmen. Ursprünglich gehörte das Segelboot Wernher von Braun. Müther holte es mit seinem Sohn Christian aus dem Schlick und restaurierte es. Im Juli 2014 wurde die 25. Christian-Müther-Gedächtnisfahrt unternommen, die bis dahin 5000 Kindern ermöglicht werden konnte. 2018 beteiligten sich an dem Segeltörn insgesamt fünfzehn Boote aufgrund der Unterstützung von zahlreichen Spendern und Ehrenamtlichen. Im Sommer 2019 wurde der 30. und zugleich letzte dreitägige Segeltörn für 60 bis 70 asthma- und bronchialerkrankte Kinder organisiert, der Stiftungsvorstand zieht sich aus Altersgründen von seiner Tätigkeit zurück. Andere Wasseraktivitäten mit asthmakranken Kindern werde es weiterhin geben.
Ulrich Müther war mit Astrid von Zydowitz verheiratet.

### Ehrungen
Im Ostseebad Binz wurde am 3. Oktober 2015 ein Platz an der Strandpromenade nach Müther benannt.
Anlässlich der 700-Jahr-Feier von Binz im Jahr 2018 wurde Müther mit einer Themenwoche vom 17. bis 21. September 2018 geehrt. Exkursionen, kostenfreie Vorträge und eine Ausstellung erinnerten an den Binzer Müther. Im Herbst 2019 folgte eine zweite Themenwoche. Vom 21. bis 27. September 2019 wurden erneut Führungen, Filme und eine Ausstellung zu Müther angeboten. Aus Anlass von Müthers 90. Geburtstagsjahr fand vom 30. September bis zum 6. Oktober 2024 wieder eine Themenwoche auf Rügen statt.
Am 18. Oktober 2018 erhielt der Teepott in Rostock-Warnemünde eine Ehrung von der Bundesingenieurkammer als „Historisches Wahrzeichen der Ingenieurbaukunst in Deutschland“. Seit 2007 zeichnet die Bundesingenieurkammer historisch bedeutende Ingenieurbauwerke aus, bisher wurden damit 22 deutsche Bauwerke gewürdigt.
Der ehemalige Messepavillon in Rostock-Schutow erhielt im August 2023 den Publikumspreis der Ingenieurkammer Mecklenburg-Vorpommern für die energetische Sanierung und den denkmalgerechten Umbau durch Bauingenieur Carsten Großmann. Nach dem vorherigen Autohaus hat der neue Eigentümer Holger Junge in der rund 700 m² großen Doppelhalle ein Ladengeschäft für Angelzubehör eröffnet. Mit einer Erdwärme-Anlage kann bis zu 80 % der Heizung im Winter und der Kühlung im Sommer erzeugt werden.

### Müther-Archiv
Sein umfangreiches Archiv wird seit 2006 von der Hochschule Wismar betreut und ab 2012 von Architekturprofessor Matthias Ludwig geleitet. Seit 2014 veröffentlicht er eine Schriftenreihe zu Müthers Werk und vertieft das Verständnis zu Müthers Bauten mit weiteren wissenschaftlichen Beiträgen. Im April 2017 begann ein vom Bundesbildungsministerium mit rund 470.000 Euro gefördertes Kooperationsprojekt der Hochschule Wismar und des Archivs der Akademie der Künste in Berlin, das den Nachlass Müthers erschlossen hat und Anfang 2020 regulär beendet wurde. Die Hochschule Wismar stellte außerdem 250.000 Euro für Baumaßnahmen und Ausstattung bereit. Ein Projekt zur Digitalisierung von Müthers Bauplänen wurde ebenfalls 2020 abgeschlossen. 2018 hat die Papierrestauratorin Susanne Grzimek die ersten 35 Bauzeichnungen Müthers restauriert. Es wurde angekündigt, die Baupläne ins Internet zu stellen. Seit März 2020 werden Dokumente von Müther in einer Internet-Datenbank der Öffentlichkeit nach und nach zur Einsicht angeboten.
Am 1. Juni 2022 fand die feierliche Einweihung des Müther-Archivs der Hochschule Wismar im Haus 7a statt. Zur Feier eingeladen waren Gäste aus der Landesregierung, Politik, Wissenschaft und Forschung, Landesarchiv und Denkmalpflege und Architektenkammer. Das mittlerweile erschlossene Müther-Archiv umfasst 156 laufende Meter Schriftgut, unter anderem Bauakten, persönliche Dokumente, Manuskripte, Bücher, fast 10.000 Zeichnungen, mehr als 5000 Fotografien, 32 Modelle sowie technische Geräte und Mobiliar.

## Bauten

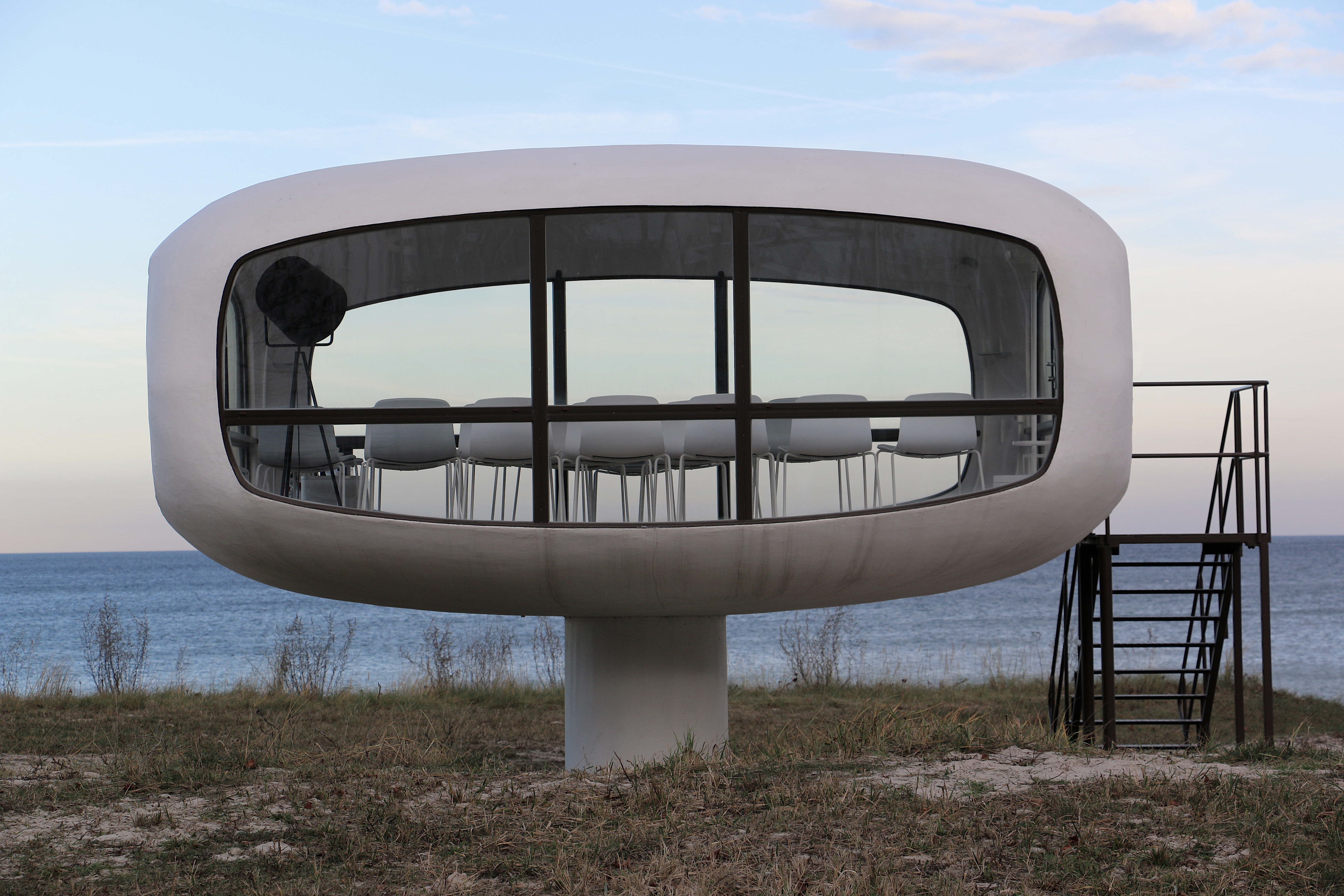
Rettungsstation in Binz
1981 errichtet, 2004 und 2018 saniert, heute ein Trauraum des Standesamts.

Der Betreuer seiner Diplomarbeit an der TU Dresden, Hermann Rühle, war im Nationalen Komitee der IASS (International Association for Shell and Spatial Structures), die 1959 von Eduardo Torroja gegründet worden war. 1966 lernte er auf einer Bauausstellung in Budapest die Schalenbauer Jörg Schlaich, Josef Eibl, Stefan Polónyi und Heinz Isler kennen. Diese Begegnungen inspirierten und ermutigten ihn zu neuen Versuchen mit Modellbauten aus Segeltuch und zu Gussformen aus Sandhügeln.
Müthers erste selbsttragende Hyparschale war die Messehalle Bauwesen & Erdöl für die alljährliche Ostseemesse in Rostock-Schutow. Diese Doppelhalle entstand 1966 in Zusammenarbeit mit dem Rostocker Architekten Erich Kaufmann. Da Kaufmann auch der Architekt für das örtliche Wohnungsbaukombinat war, verschaffte er Müther eine Reihe von Folgeaufträgen.
1968 vermittelte ihm der westdeutsche Bauingenieur Jörg Schlaich einen Studienaufenthalt in Stuttgart. Die Essener Firma Torkret stellte ihm eine Spritzbeton-Maschine für Versuchszwecke zur Verfügung. Diese Maschine war für das Trockenspritzverfahren ausgelegt und kam erstmals 1968 beim Bau der Mehrzweckhalle in Rostock-Lütten Klein zum Einsatz. Die Rennrodelbahn Oberhof (1969/70) ist ebenso seine Konzeption. Müther entwickelte für die Rennrodelbahn Oberhof das Nassspritzverfahren, das sich für schalungsloses Spritzbetonieren eignete. Der Bewehrungsstahl wurde hier beidseitig durch ein feinmaschiges Drahtgewebe (Kaninchendraht) flankiert, wodurch der Spritzbeton schalungsfrei aufgetragen werden konnte. Durch die Vermittlung des damals in West-Berlin lebenden Tragwerksplaners Stefan Polónyi erwarb Müther in Hessen eine Nassspritzmaschine, für die ihm eine Ausreisegenehmigung erteilt wurde.
Vor allem an der Ostseeküste errichtete Müther eine Reihe spektakulärer Bauten wie etwa das Strandrestaurant Ostseeperle in Glowe (1968) als angekippte Hyparschale, deren Fensterfront sich zur See hin öffnet, den Teepott in Rostock-Warnemünde und die Wasserrettungsstation in Binz. Die von ihm 1969 in Magdeburg erbaute Hyparschale steht seit 1990 unter Denkmalschutz. In Potsdam baute Müther das achtschalige See-Restaurant „Seerose“ als dafür vorgesehenen Kontrast und Auflockerung zu den umliegenden Plattenbauten. Müthers Bauwerke wurden für die DDR ein wichtiger Exportartikel, so baute er u. a. eine Radrennbahn in Havanna, Kuba, und eine Reihe von Zeiss-Planetarien in Kuwait, Tripolis und Helsinki. Auch in Wolfsburg entwarf und baute er von 1981 bis 1983 die Kuppel des Zeiss-Planetariums als Teil eines Kompensationsgeschäfts der DDR mit der BRD. Im Gegenzug lieferte 1978 die Volkswagen AG 10.000 Pkw vom Typ VW Golf I in die DDR.
Nach 1990 waren einige der von ihm errichteten Gebäude mangels Nutzung vom Abriss bedroht und verfielen, wie etwa die Hyparschale in Magdeburg. Müther nahm daher selbst die Sanierung einiger seiner Bauten an der Küste in die Hand. Nach zehn Jahren Leerstand sanierte und baute 2002 ein Rostocker Investor das ehemalige Restaurant und Warnemünder Wahrzeichen Teepott innerhalb eines halben Jahres für rund 7,5 Mio. Euro zu einem Mehrzweckgebäude um und bewahrte das Baudenkmal vor dem Abriss. Der Innenraum wurde jedoch unterteilt, so dass das freitragende Dach nun scheinbar auf den Zwischenwänden aufliegt. Überregionales Aufsehen erregte der Abriss der Großgaststätte Ahornblatt in Berlin im Jahre 2000, die trotz Denkmalschutz einer konventionellen Neubebauung weichen musste.
Die Zweckbauten Müthers waren nach Ansicht des Architekturkritikers Wolfgang Kil für eine Betriebsgröße konzipiert, die nach der Wende im Allgemeinen nicht mehr profitabel für private Investoren war. Da die öffentliche Hand und das Bundesvermögensamt in der Regel nur von privaten Investoren eine Nutzung erwarteten und keine eigenen Konzepte entwickelten, sind viele der Gebäude vom Verfall bedroht. Nach Angaben von Matthias Ludwig, dem Leiter des Müther-Archivs, sind bis 2018 rund 30 Bauten Müthers abgerissen worden.
Müthers Schalenbauweise war zeitaufwendig, aber materialsparend, und entsprach daher den wirtschaftlichen Bedingungen der DDR. In der Bundesrepublik waren dagegen das Baumaterial günstig und die Arbeitskräfte teuer, daher blieben dort Schalenbauten nur eine „unwirtschaftliche Randerscheinung“.
Seit 2016 wurden drei Bauten Müthers saniert. Die Wüstenrot Stiftung finanzierte die Instandsetzung der Kurmuschel in Sassnitz, einem muschelförmig auskragenden Halbdach für Freiluftveranstaltungen. Außerdem ließ die Wüstenrot Stiftung den UFO-förmigen Rettungsturm in Binz sanieren. Seit Mai 2018 steht das Bauwerk wieder für Hochzeiten zur Verfügung. Die Hyparschale in Templin wurde 2016 in das Denkmalförderprogramm des Kulturministeriums von Brandenburg aufgenommen.
2023/24 wurden gleich drei Bauten von Müther nach langer Sanierung und Modernisierung fertiggestellt: die Stadthalle Neubrandenburg, die Hyparschale in Magdeburg und die Hyparschale in Templin. In Wismar wird die 2022 zu einem Baudenkmal erhobene ehemalige Mensa der Hochschule Wismar zu einem Bürogebäude der städtischen Wohnungsbaugesellschaft Wismar umgebaut. Eine Sanierung von zwei weiteren Bauwerken bleibt bis auf Weiteres aus wegen langwierigen Auseinandersetzungen zwischen den Inhabern, Stadtverwaltungen und Stadträten: dies sind die ehemalige Gaststätte Panorama in Schwerin und der Teepott in Rostock.

## Werkschau

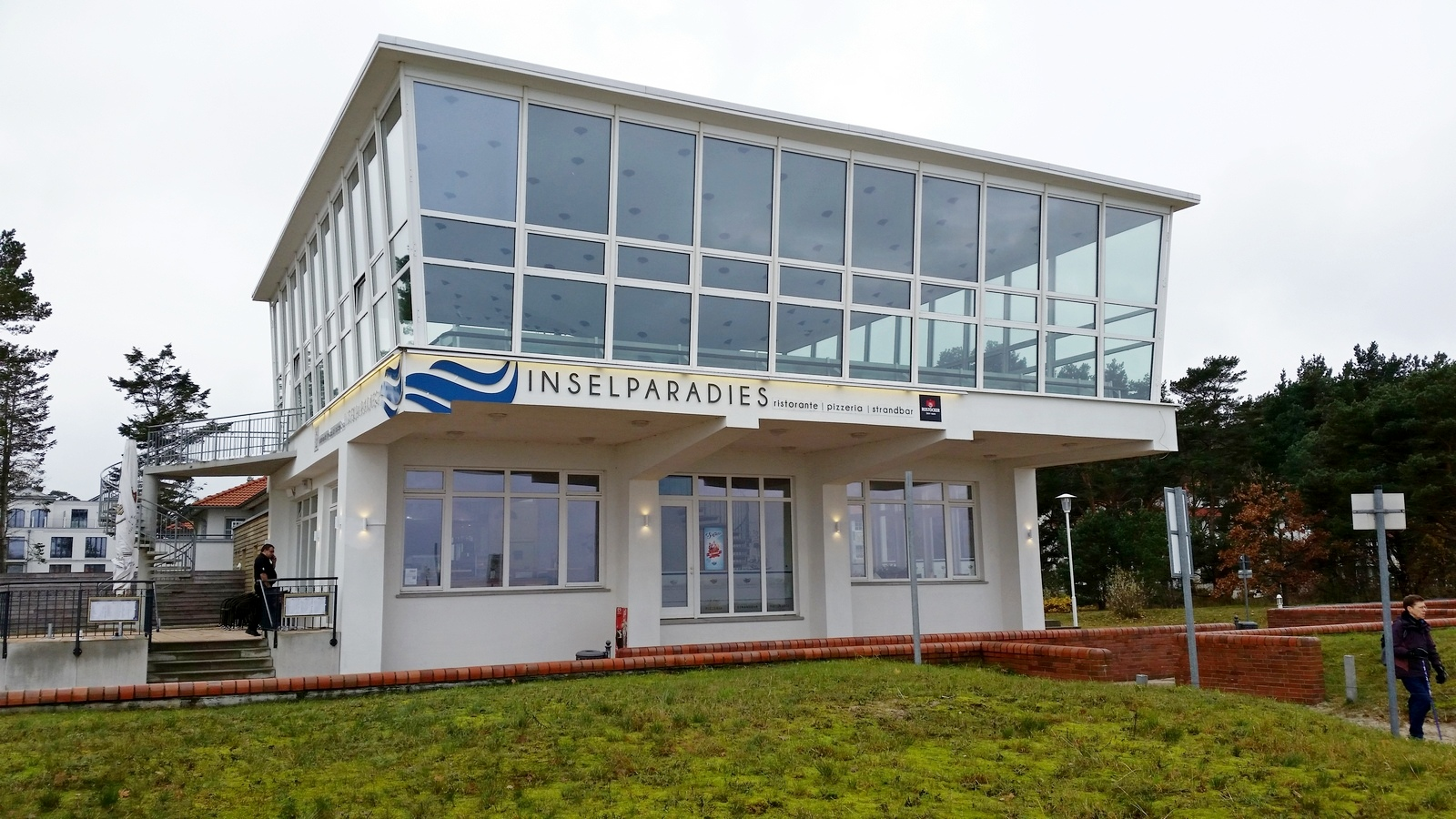
Gaststätte „Inselparadies“ in Baabe (Rügen) mit Pilzschalendach,[68] (errichtet 1966, saniert 2017)
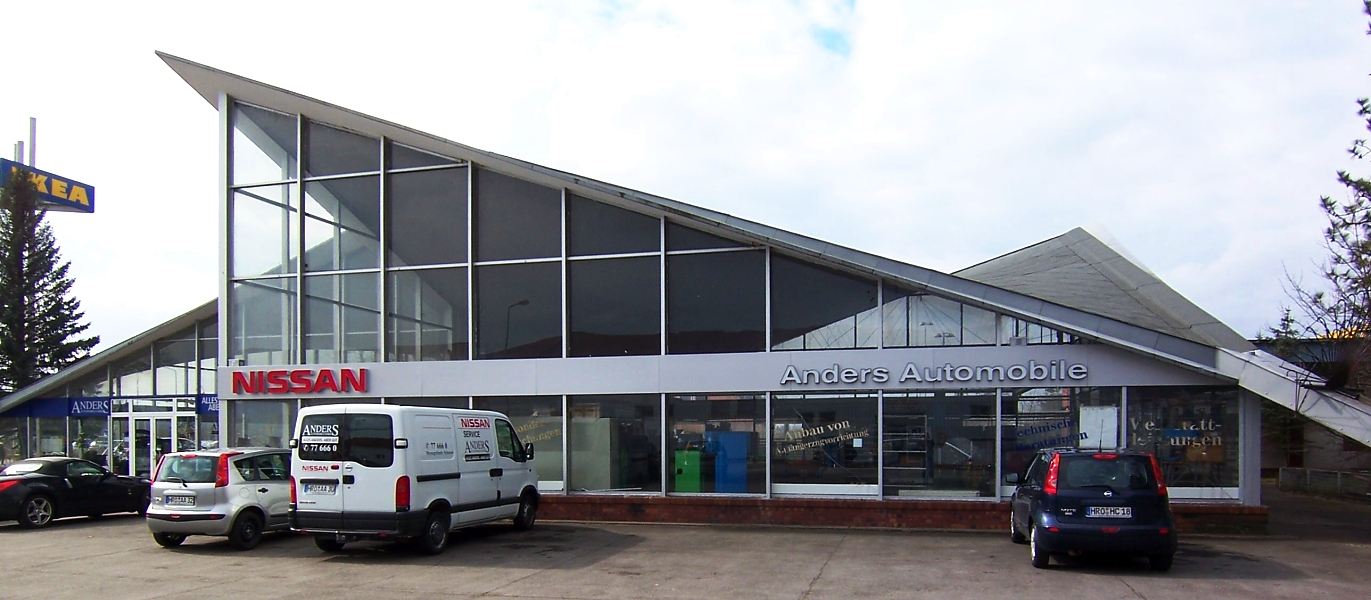
Doppelhalle der ehemaligen Ostseemesse in Rostock-Schutow (1966)
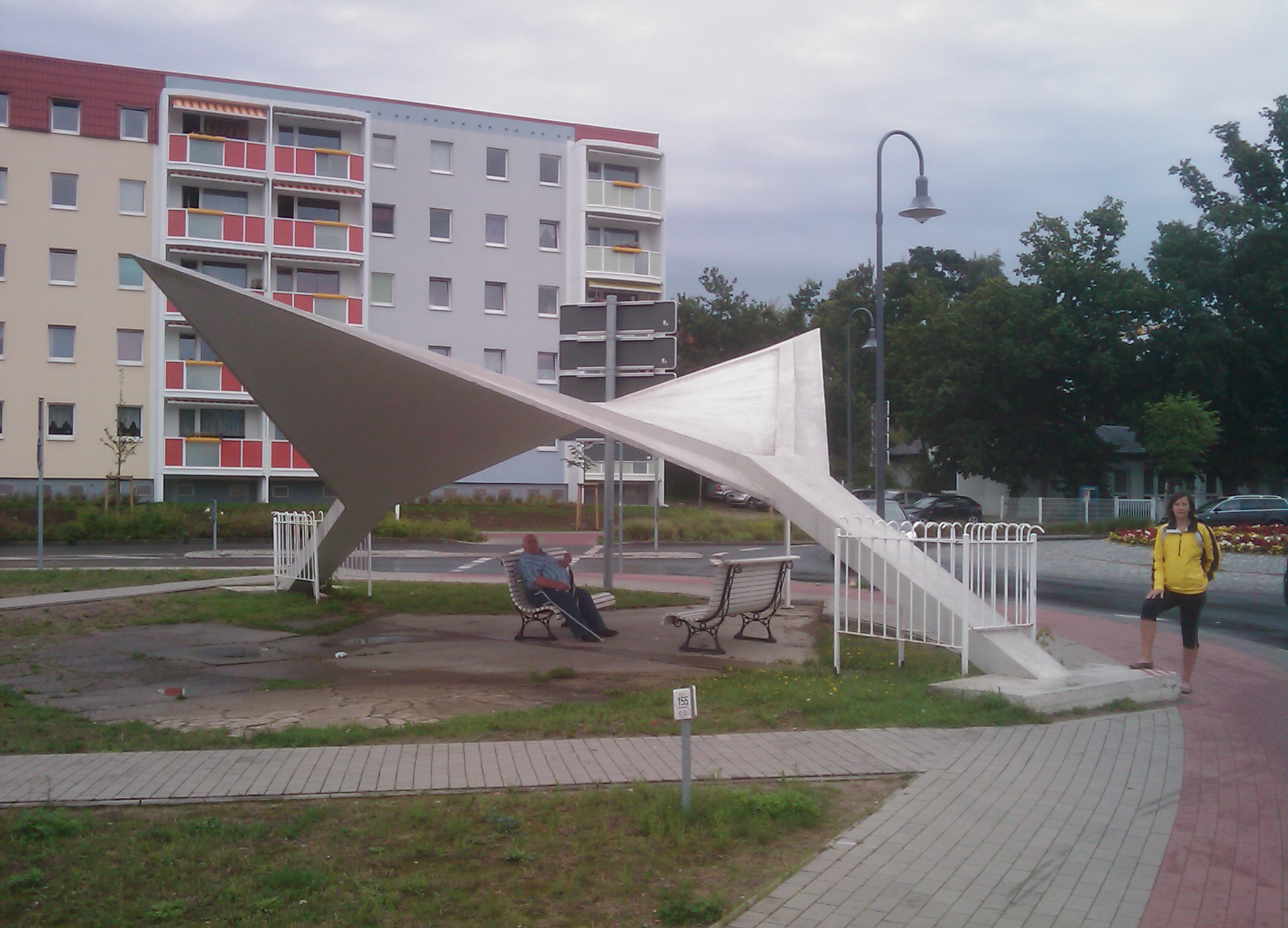
Buswartehaus Binz (1967)
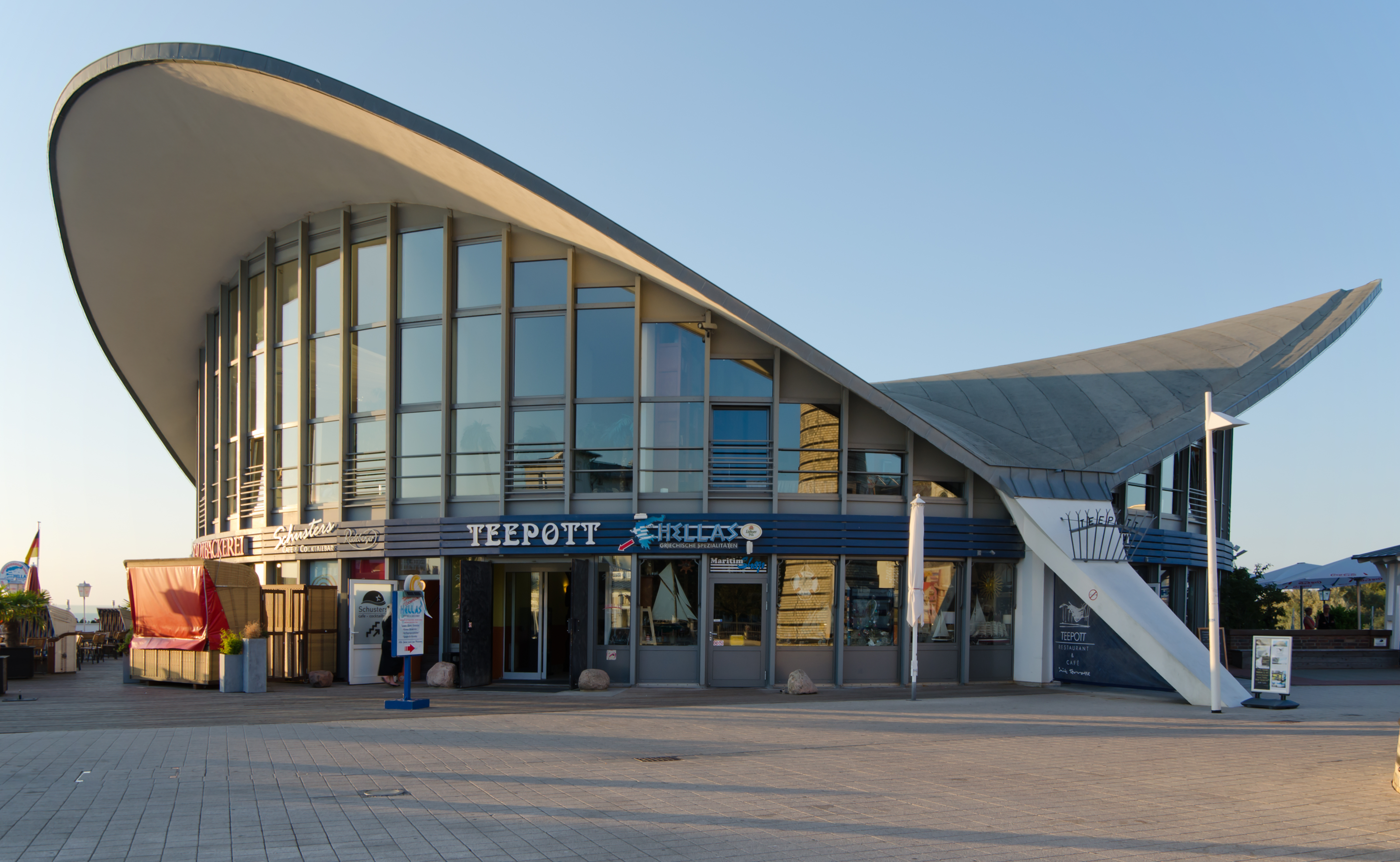
„Teepott“, Rostock-Warnemünde (1967–1968)
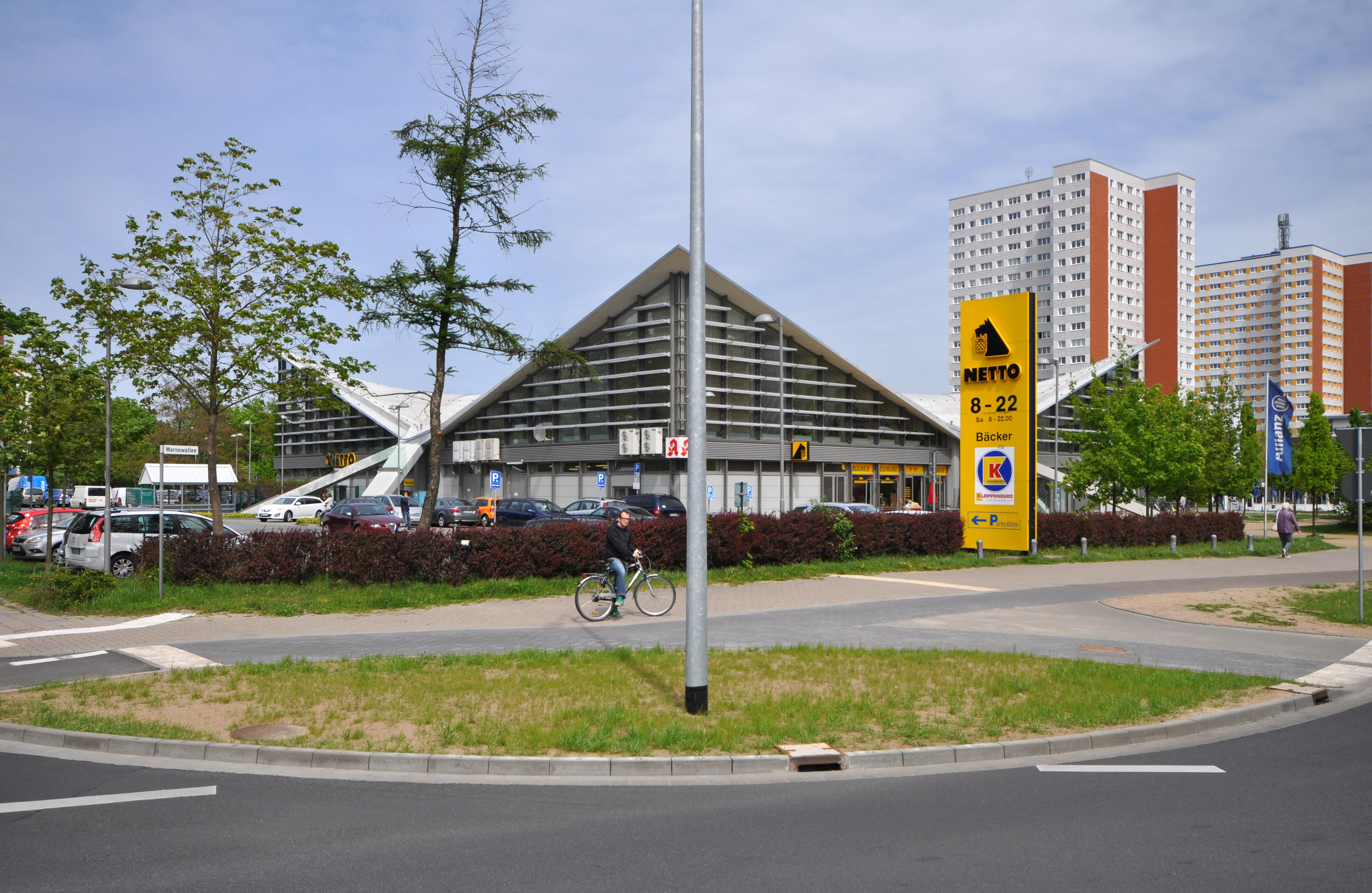
Mehrzweckhalle, Rostock Lütten-Klein (1968)
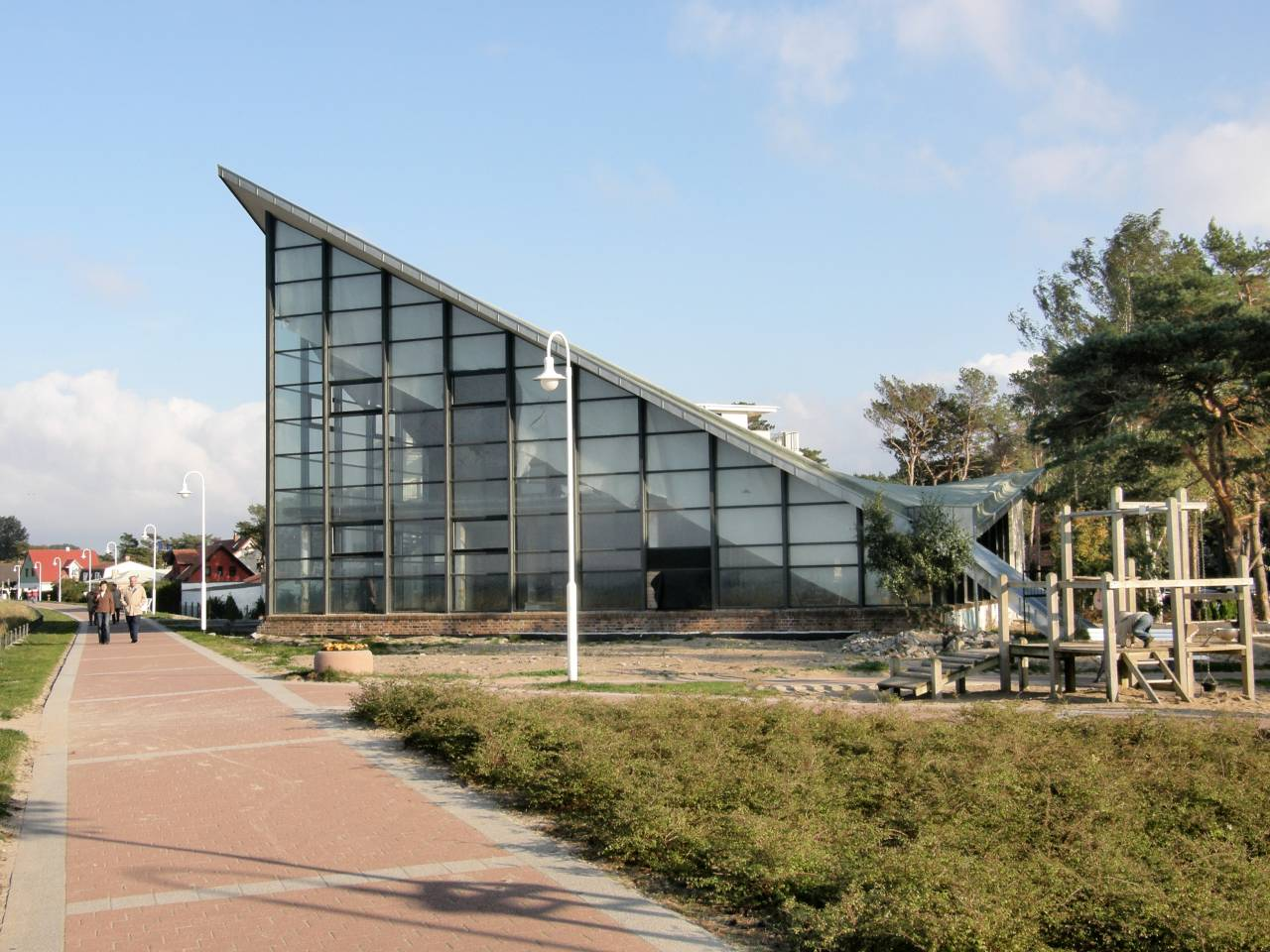
„Ostseeperle“ in Glowe (errichtet 1968, saniert 2009)
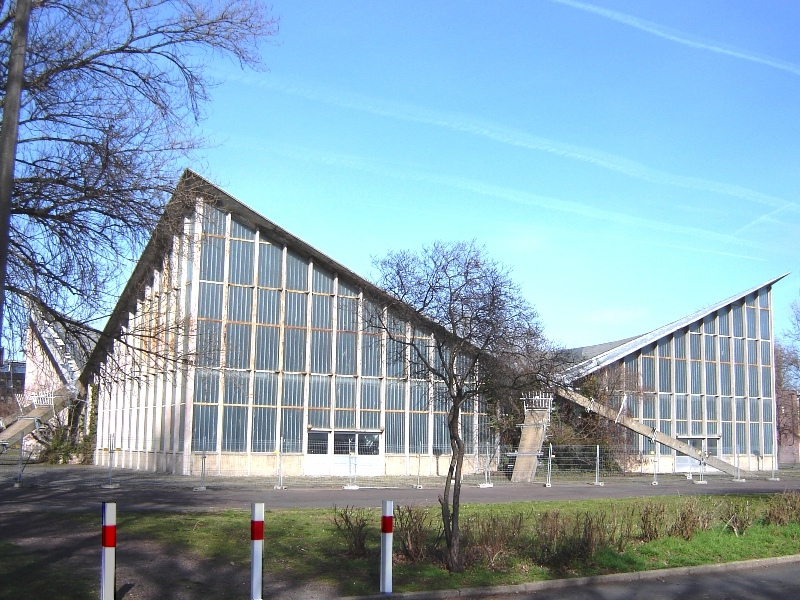
Mehrzweckhalle Hyparschale Magdeburg (1969)
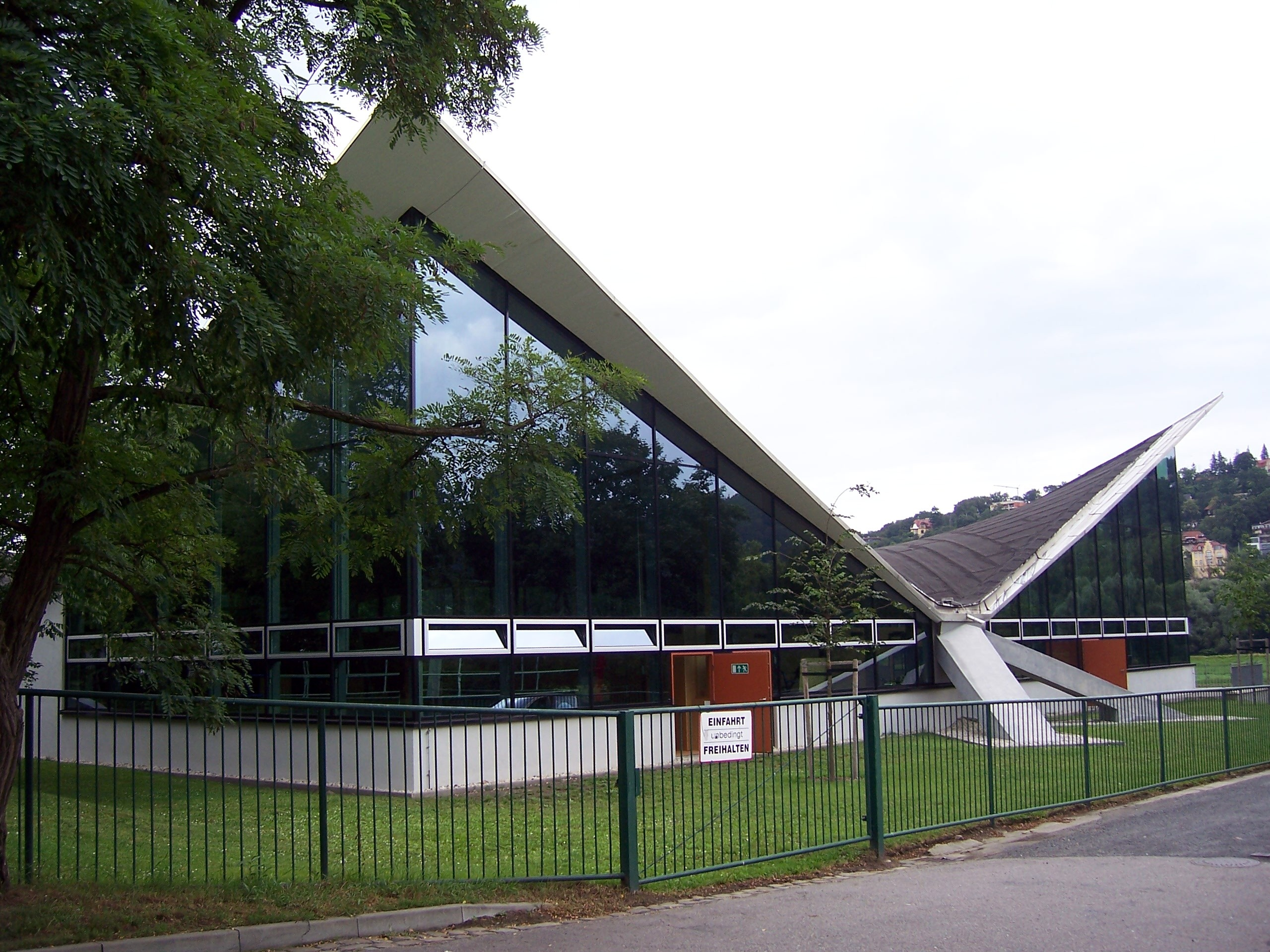
Ruderzentrum Blasewitz (errichtet 1970–1972, saniert 2006)
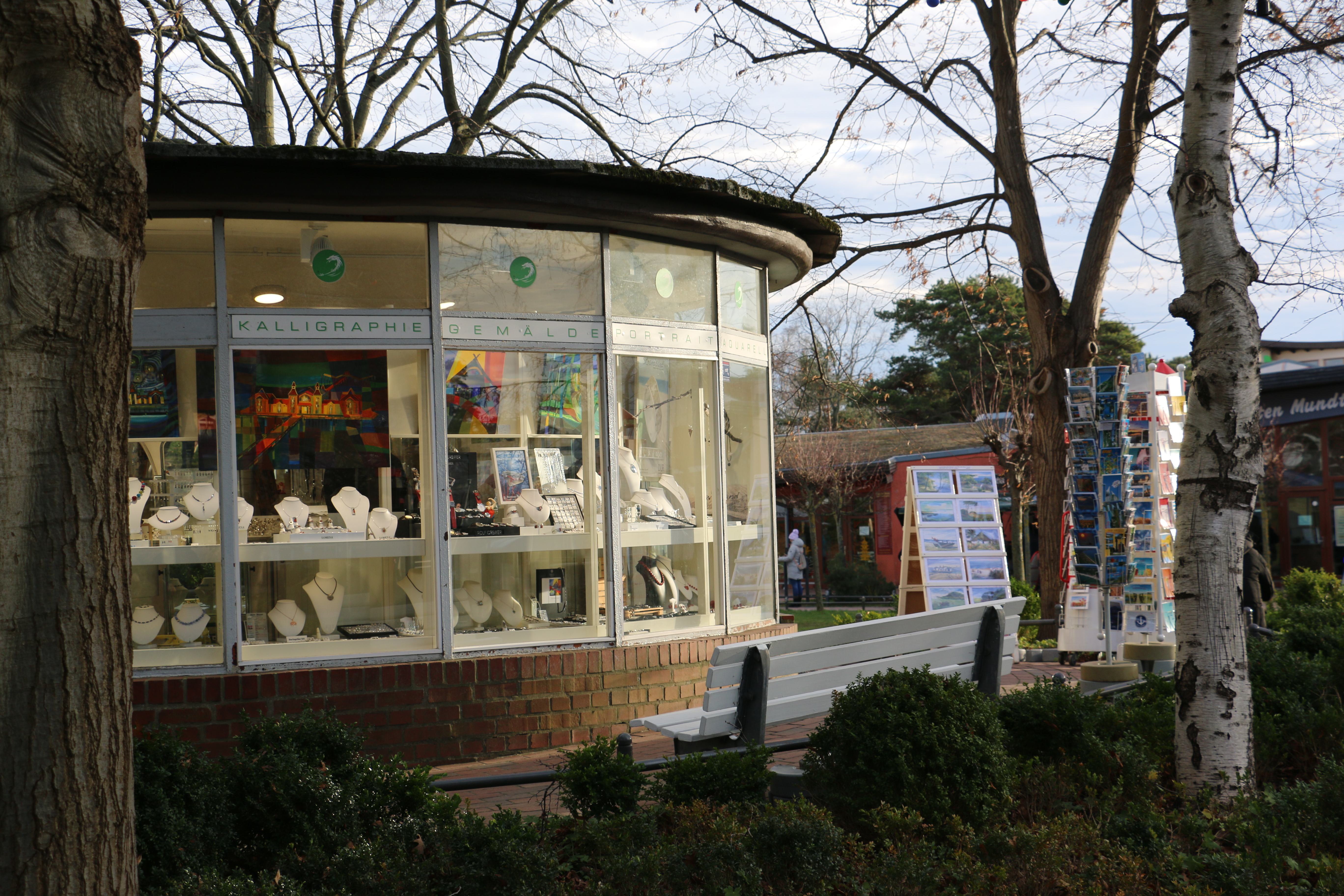
Kiosk in Baabe auf Rügen (errichtet 1971, seit 1997 unter Denkmalschutz)
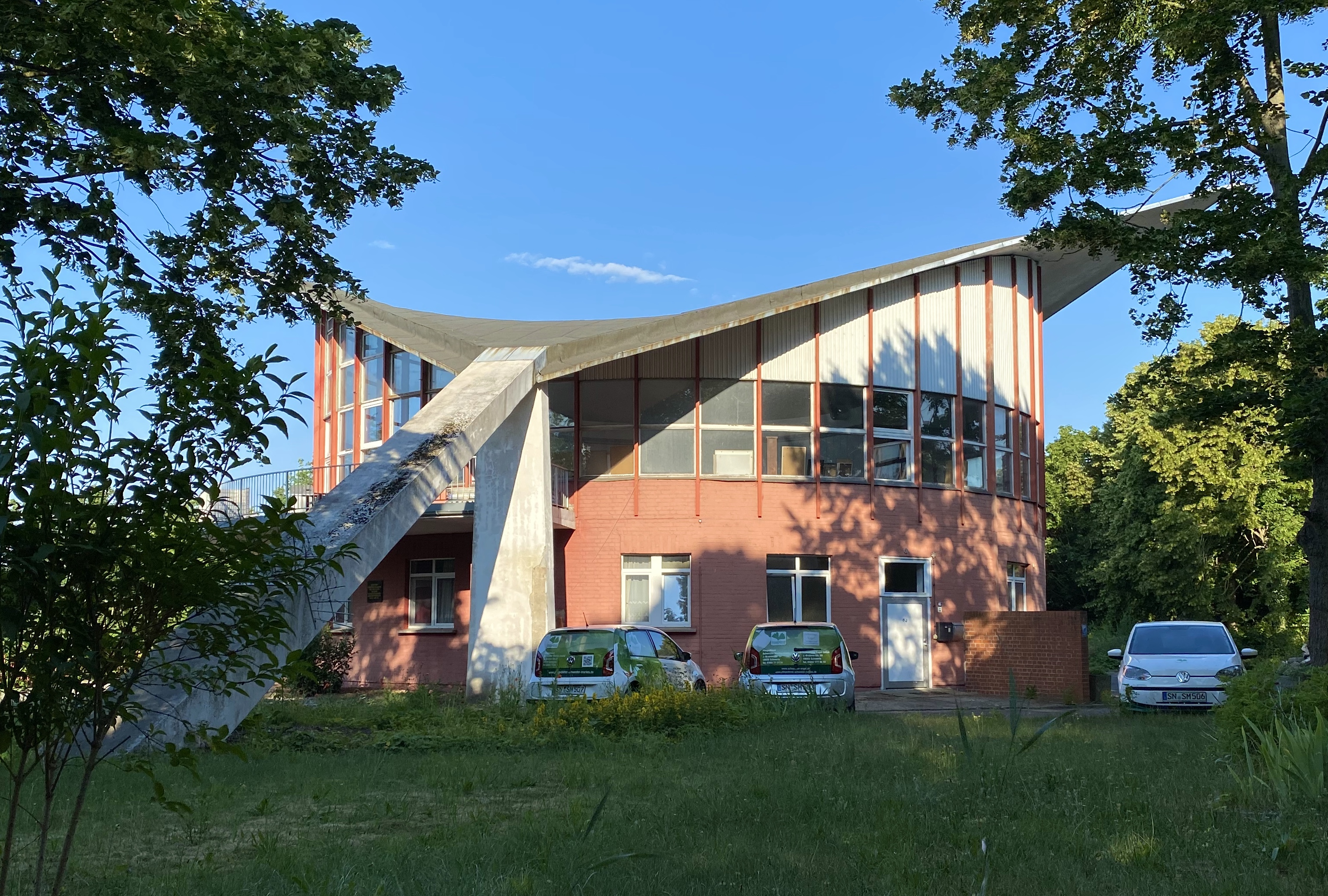
Gaststätte Panorama, Schwerin 1972
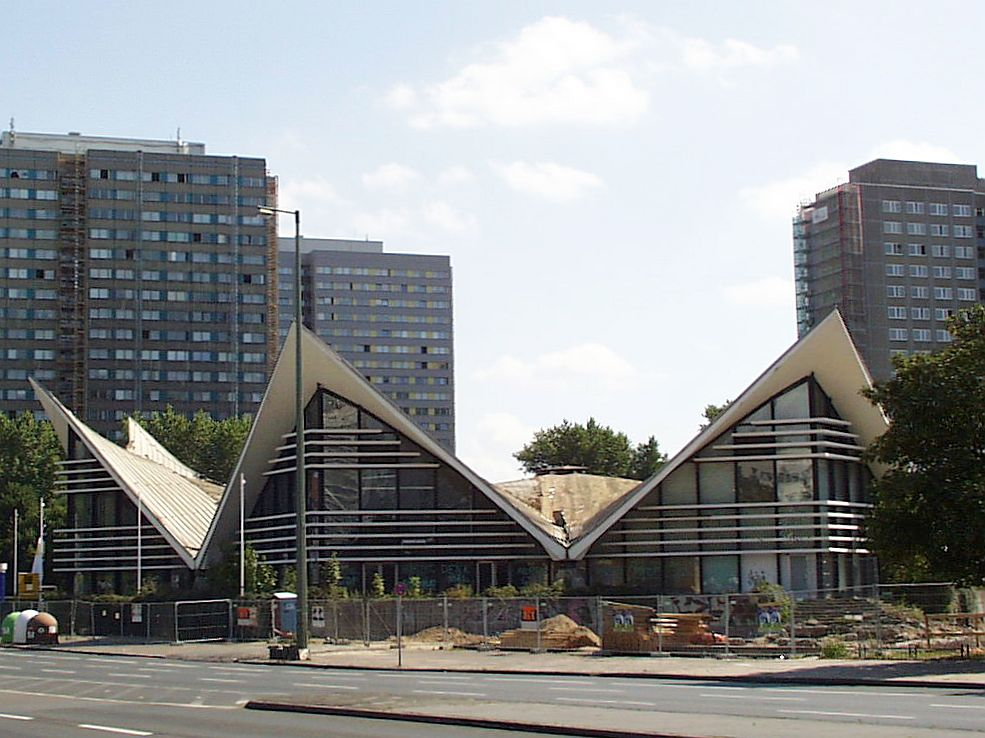
Gaststätte „Ahornblatt“ (Berlin-Mitte, Fischerinsel, errichtet 1973, abgerissen 2000)
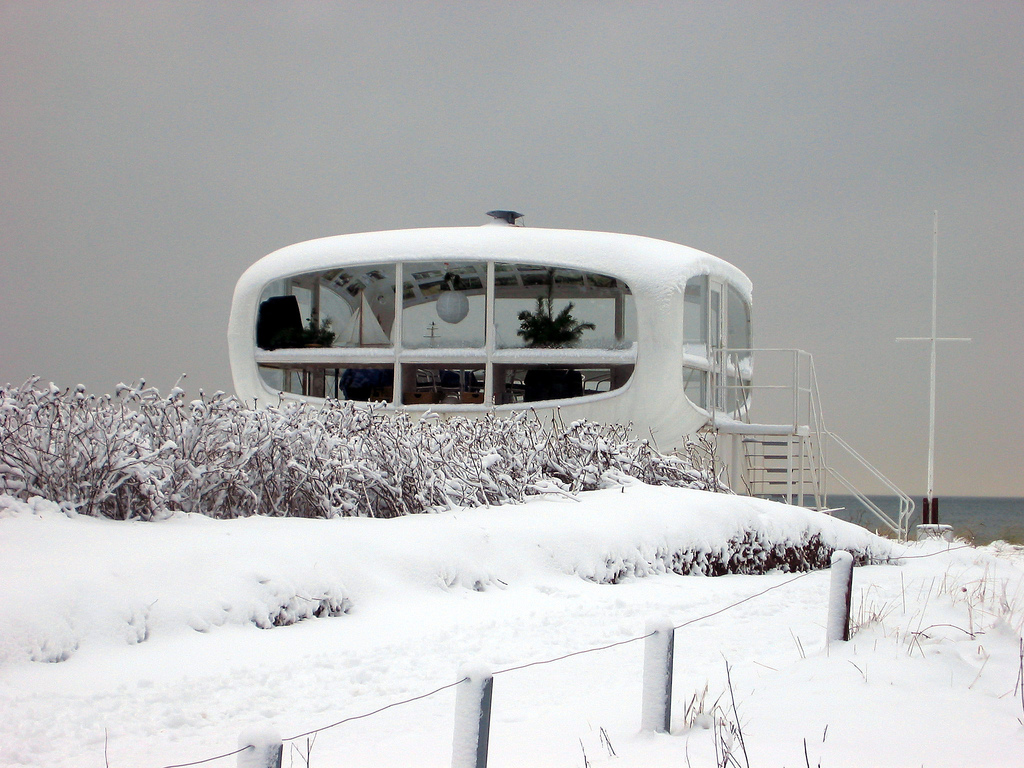
Wasserrettungsstation Binz (errichtet 1981, saniert 2018)
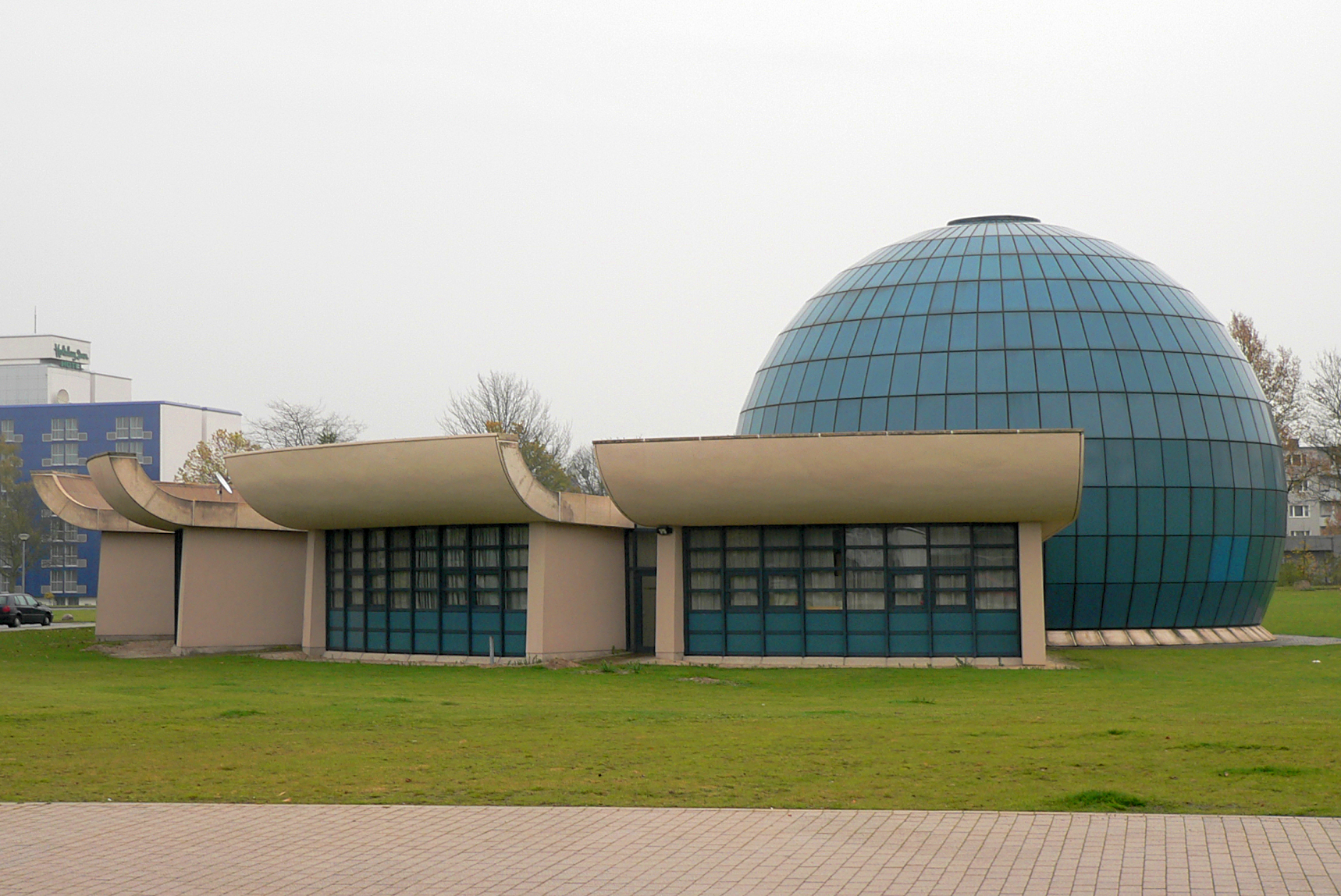
Planetarium Wolfsburg (1981–1983)
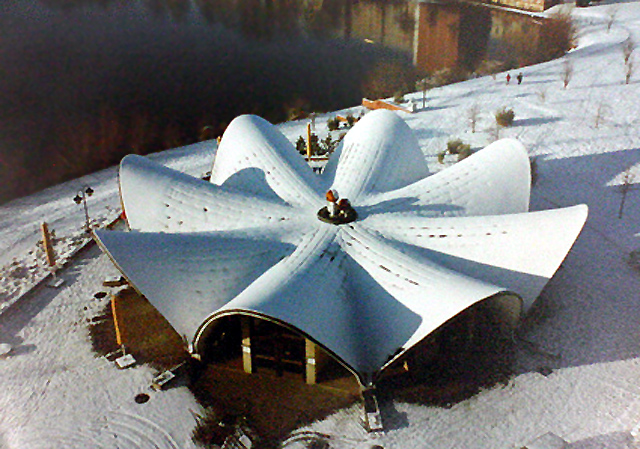
Restaurant und Café „Seerose“, Potsdam (1982–1983)
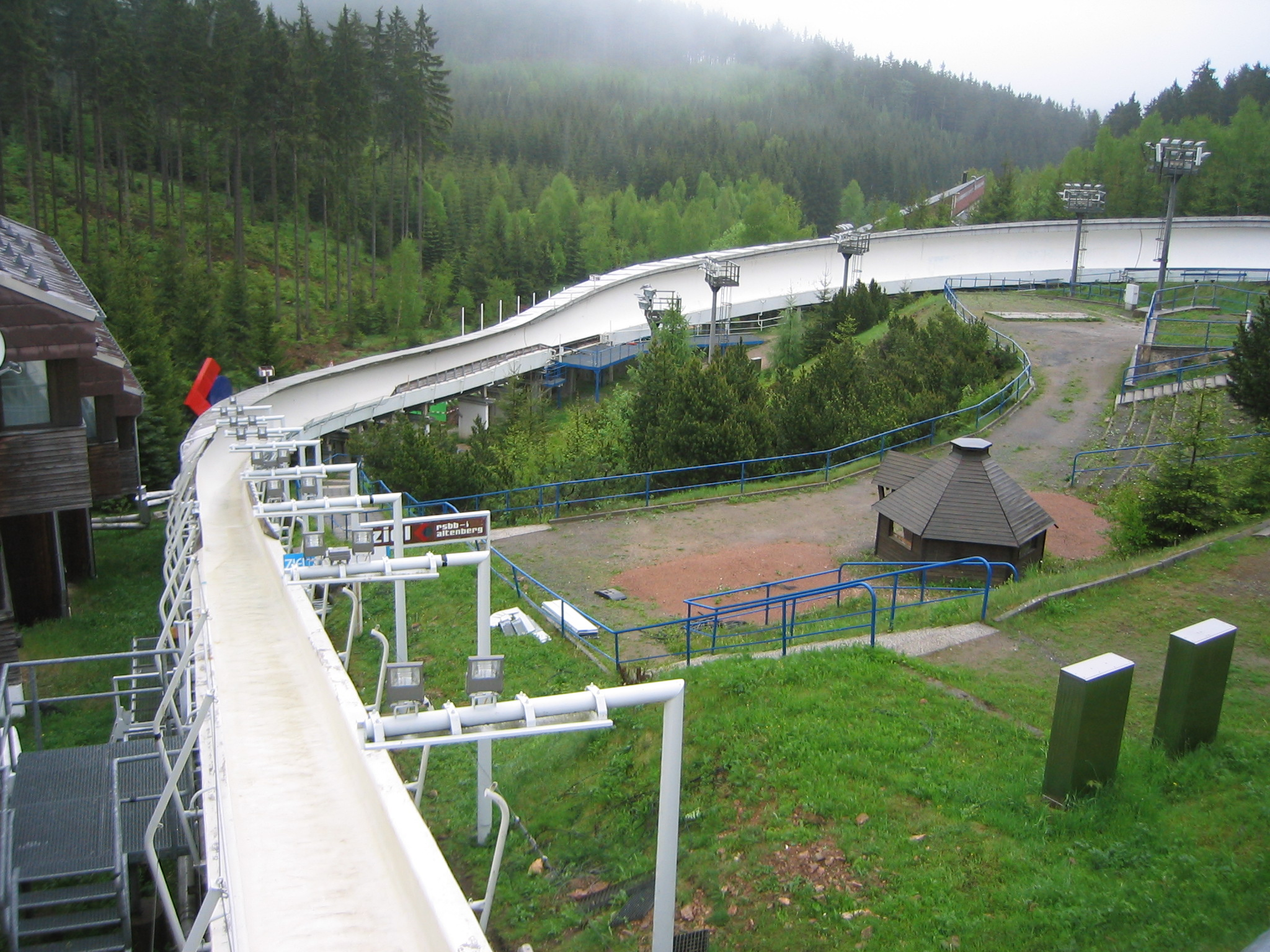
Rennschlitten- und Bobbahn Altenberg (1983–1986)
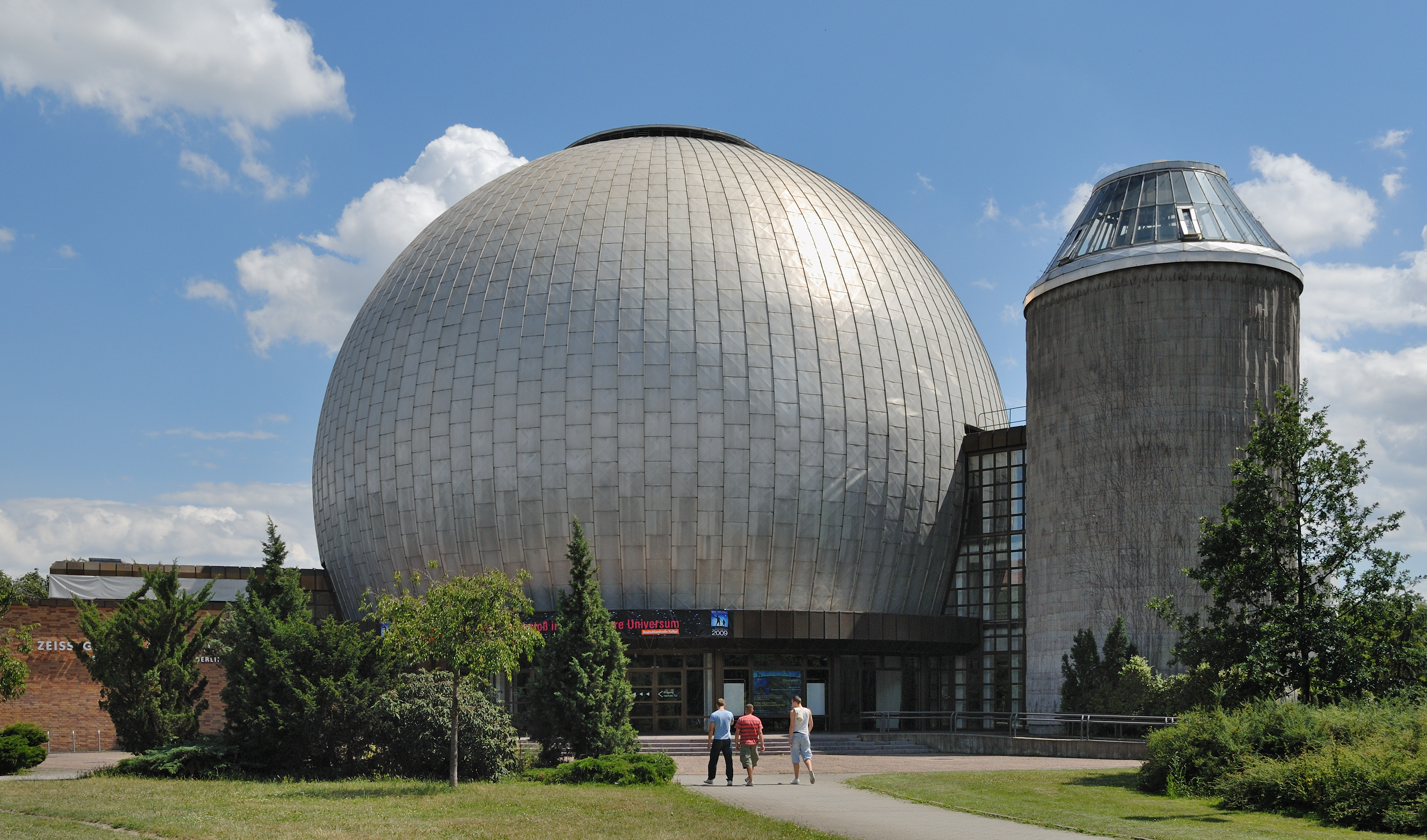
Zeiss-Großplanetarium, Berlin 1986
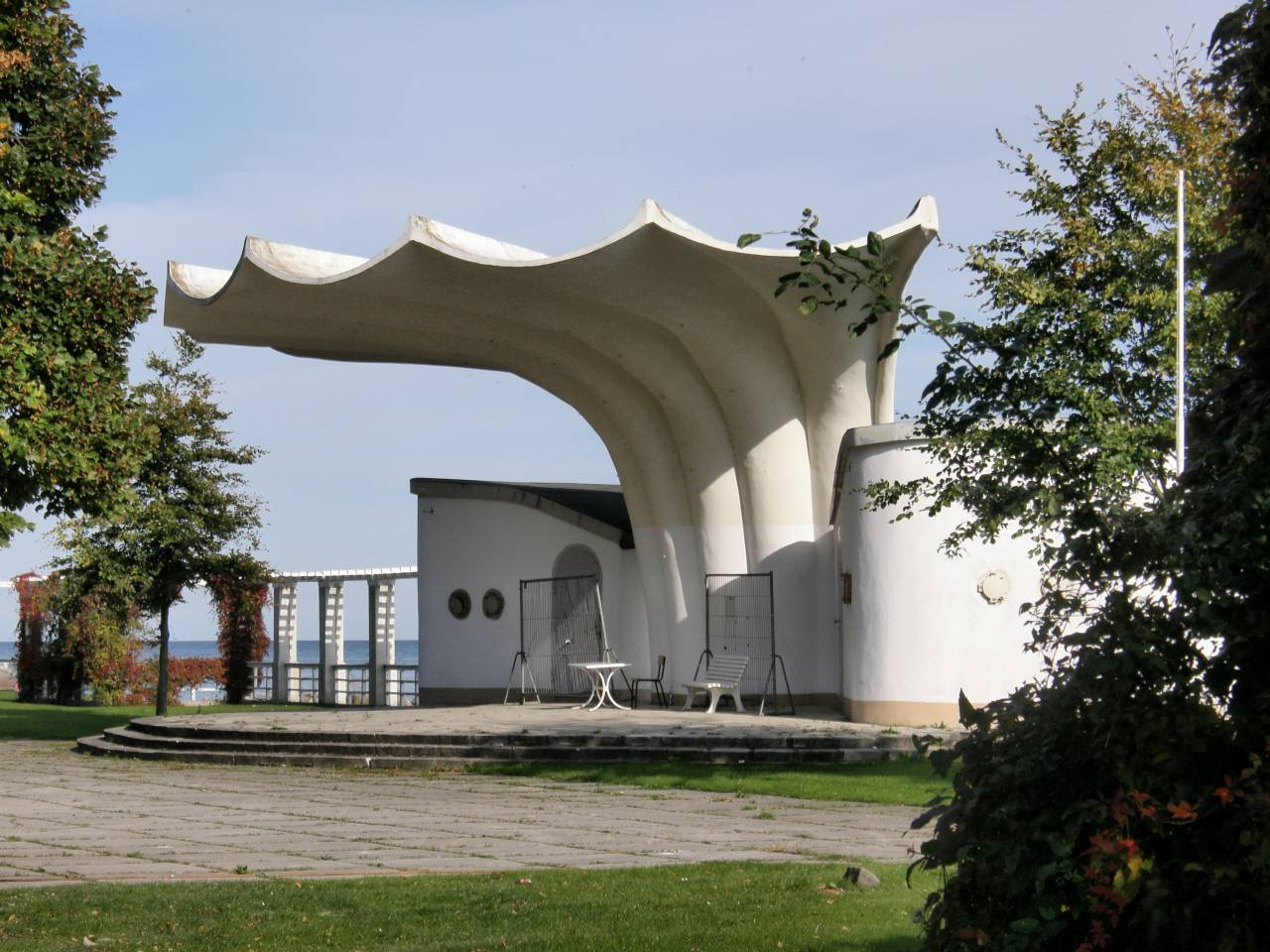
Musikpavillon „Kurmuschel“, Sassnitz (errichtet 1987, saniert 2018)

## Werk

### In der DDR
- 1964: Mehrzwecksaal im Haus der Stahlwerker, Binz auf Rügen (gleichzeitig Müthers Diplomarbeit); 2002 abgerissen, heute Hotel „Vier Jahreszeiten“
- 1965: Speisesaal im Pionierlager „Ernst Thälmann“, Borchtitz auf Rügen; 2002 Umbau zu Eigentumswohnungen (⊙)
- 1966: Gaststätte „Inselparadies“, Baabe auf Rügen; Pilzschale als Dach, unter Denkmalschutz, saniert (⊙)
- 1966: Messehalle (mit Erich Kaufmann und Günther Ackermann), Rostock-Schutow; 2023 saniert, heute Ladengeschäft für Angelzubehör (⊙)
- 1966: Konsum-Pavillon, Rostock, abgerissen vor 1970
- 1967: Buswartehalle, Binz auf Rügen; ursprünglich als Versuchsschale für die Mehrzweckhalle in Rostock-Lütten Klein, Denkmalstatus seit 1997, saniert, Rückbau der Glaswände um 1997[69] (⊙)
- 1967: Speise- und Tanzgaststätte „Bürgergarten“ (mit Horst Mallek), Templin; 2024 saniert (⊙)
- 1967–1968: Gaststätte „Teepott“ (mit Erich Kaufmann, Carl-Heinz Pastor und Hans Fleischhauer), Rostock-Warnemünde; 2002 saniert (⊙)
- 1968: Mehrzweckhalle, Rostock-Lütten Klein; mit Erich Kaufmann, Carl-Heinz Pastor und Hans Fleischhauer; heute Einzelhandelszentrum, 2004 saniert (⊙)
- 1968: Gaststätte „Ostseeperle“ (mit Hans-Otto Möller), Glowe auf Rügen; 2005–2009 saniert, baugleiche Gaststätten in Hohenfelden, Eberswalde und Halle (⊙)
- 1968: Gaststätte auf dem Heinrich-Heine-Felsen (mit Hans-Otto Möller), Halle; um 1995 abgerissen
- 1968: Gaststätte im Tierpark (mit Hans-Otto Möller), Eberswalde; saniert (⊙)
- 1969–1970: Rennrodelbahn Oberhof; (mit Udo Gurgel und W. Möbius); 1987 saniert (⊙)
- 1969: Mehrzweckhalle Hyparschale in Magdeburg; saniert; Neueröffnung am 20. Juni 2024, (⊙)
- 1969: Kiosk (mit Horst Mallek), Templin; baugleich mit Buswartehalle in Binz, saniert als Strandbad-Kiosk, in Nutzung (⊙)

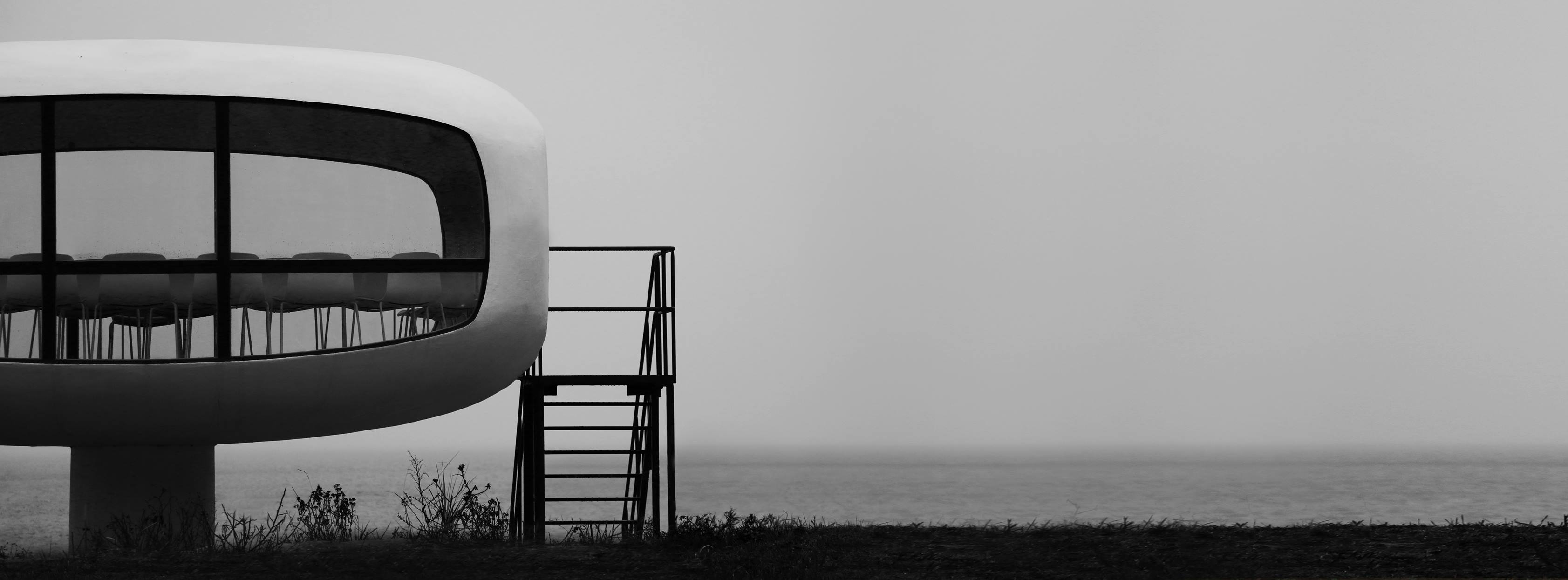
Rettungsturm in Binz, 1981

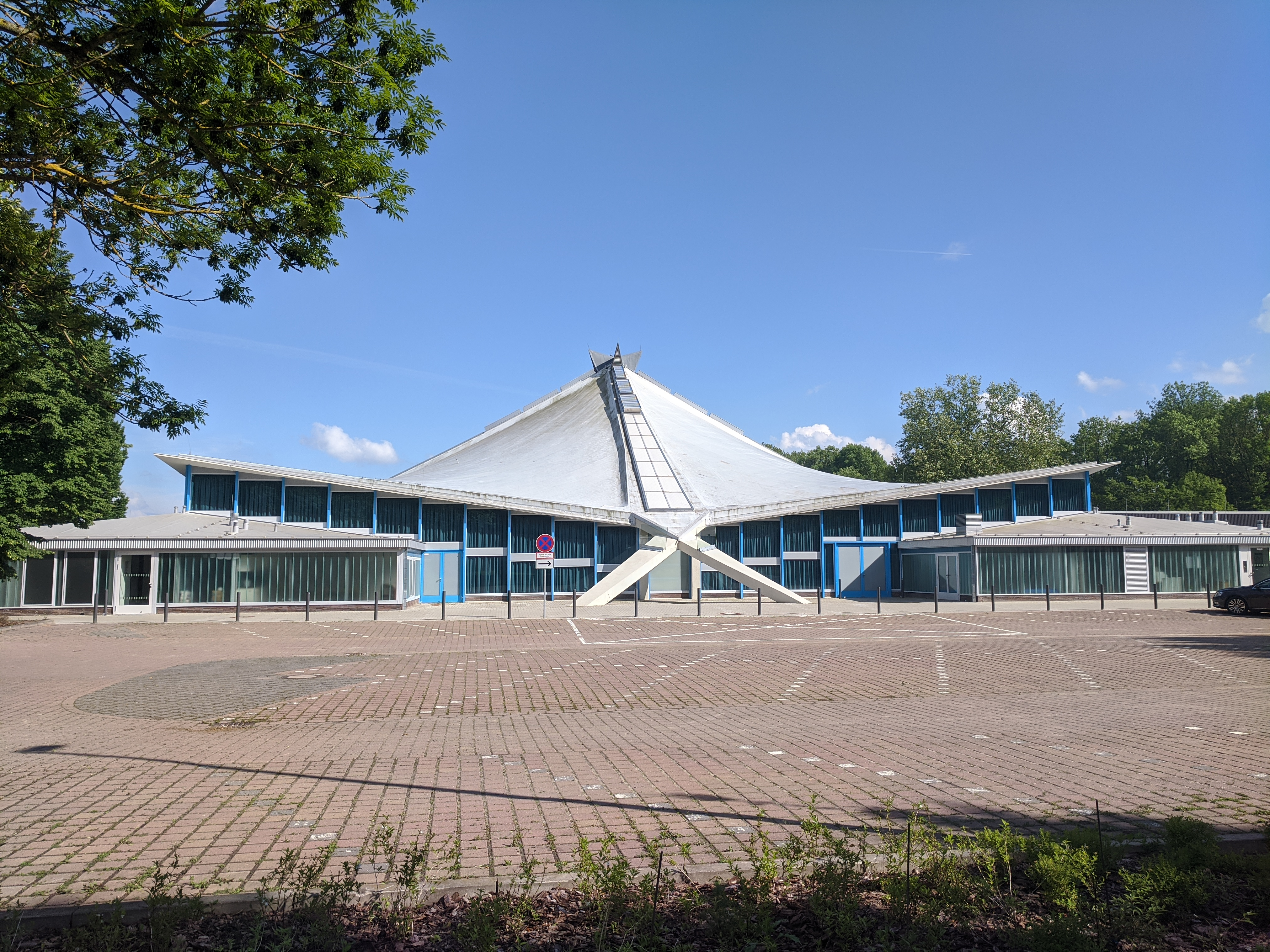
Stadthalle Neubrandenburg, 2024

- 1969: Stadthalle (mit Karl Kraus und Kurt Ihloff), Neubrandenburg; Dach saniert (⊙)
- 1969: Betriebsgaststätte PGH Tonfunk (mit Ingo Schönrock), Ermsleben; 2003 abgerissen, baugleich mit Gaststätte in Döbeln
- 1970: Raststätte Lonnewitz;[70] (mit Ingo Schönrock); an der B6, Denkmalstatus[71] seit 2006,[72] unsaniert[73] (⊙)
- 1970: Gaststätte „Kosmos“ (mit Wolfgang Reinhard, Robert Waterstraat und Kurt Tauscher), Rostock-Südstadt; heute Einzelhandelszentrum, 1991 totalsaniert und überformt, 2008 umgebaut (⊙)

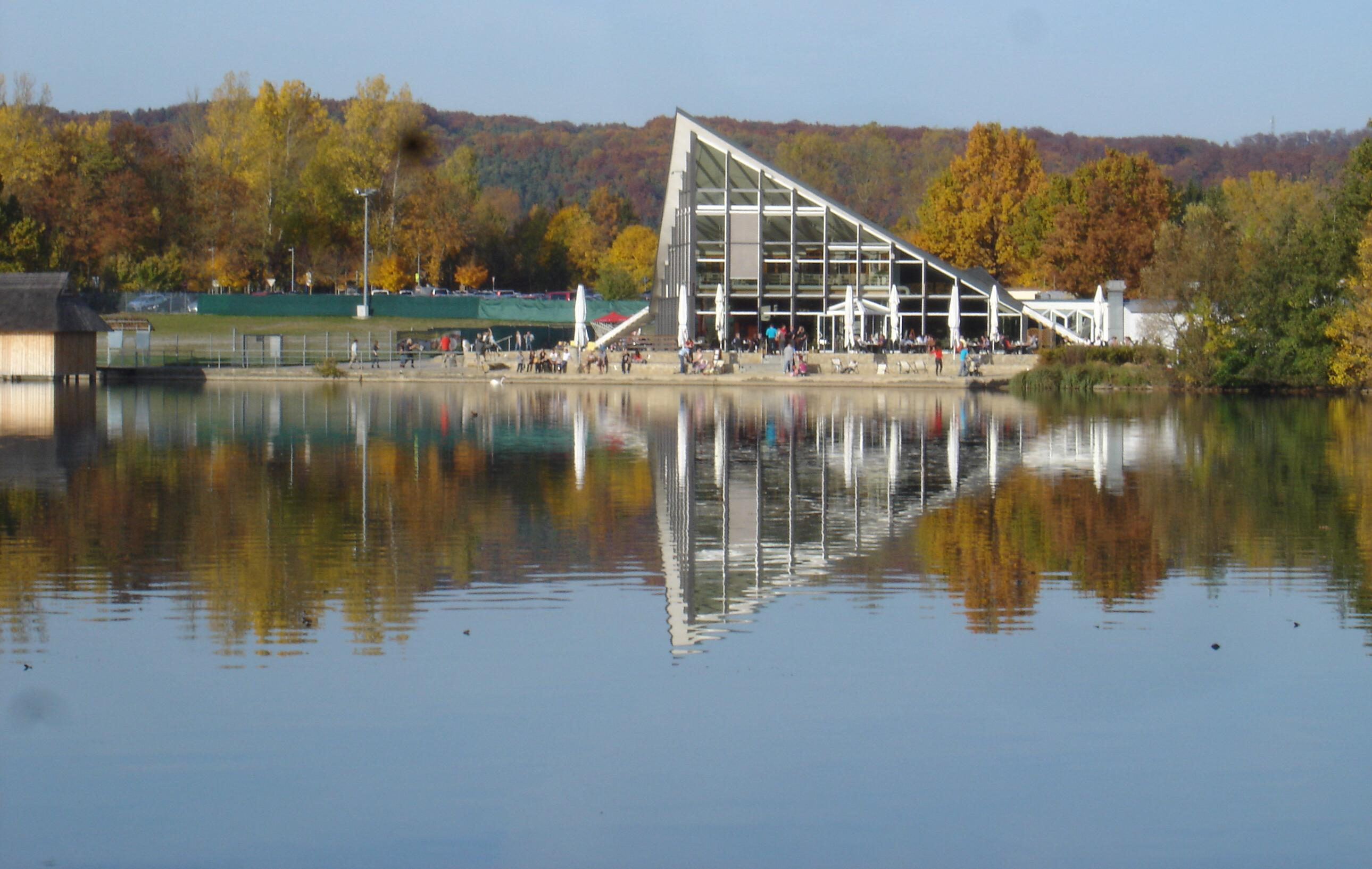
Strandgaststätte „Seeblick“ am Stausee Hohenfelden, 2013

- 1970: Strandgaststätte „Seeblick“ am Stausee Hohenfelden (mit Hans-Otto Möller), Hohenfelden (⊙)

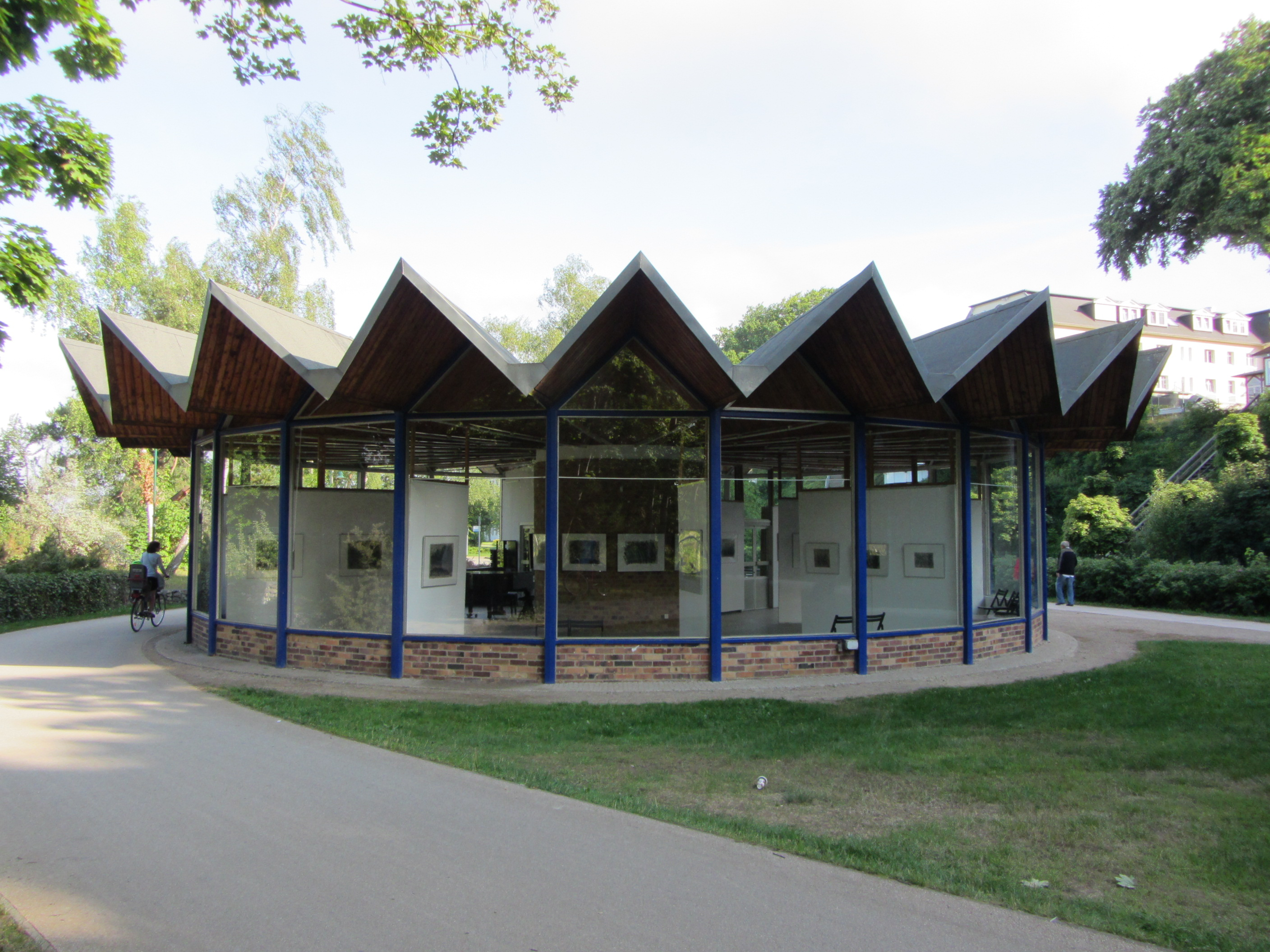
Kunstpavillon Heringsdorf

- 1970: Kunstpavillon Heringsdorf, An der Strandpromenade (⊙)
- 1970: Ausstellungszentrum „Hyparschale“ im Kulturpark, zusätzliche Ausstellungshallen Rotehorn (mit Horst Freytag und Günther Ackermann), Magdeburg; Ausstellungshallen abgerissen (⊙)
- 1970: Parkgaststätte „Bürgergarten“ (mit Ingo Schönrock), Döbeln; 1995 abgerissen, baugleich mit Gaststätte in Ermsleben
- 1970: Buswartehalle (Architekt: Dietrich Otto), Dranske auf Rügen; um 1993 abgerissen
- 1971: Buchkiosk im Kurpark (mit Stefan Polónyi, ursprünglich Versuchsbau), Baabe auf Rügen, (⊙)
- 1971: Katholische Christuskirche (mit Gisbert Wolf, Rudolf Lasch und Kurt Tauscher), Rostock-Kröpeliner-Tor-Vorstadt; 2003 technische Kontrolle (⊙)

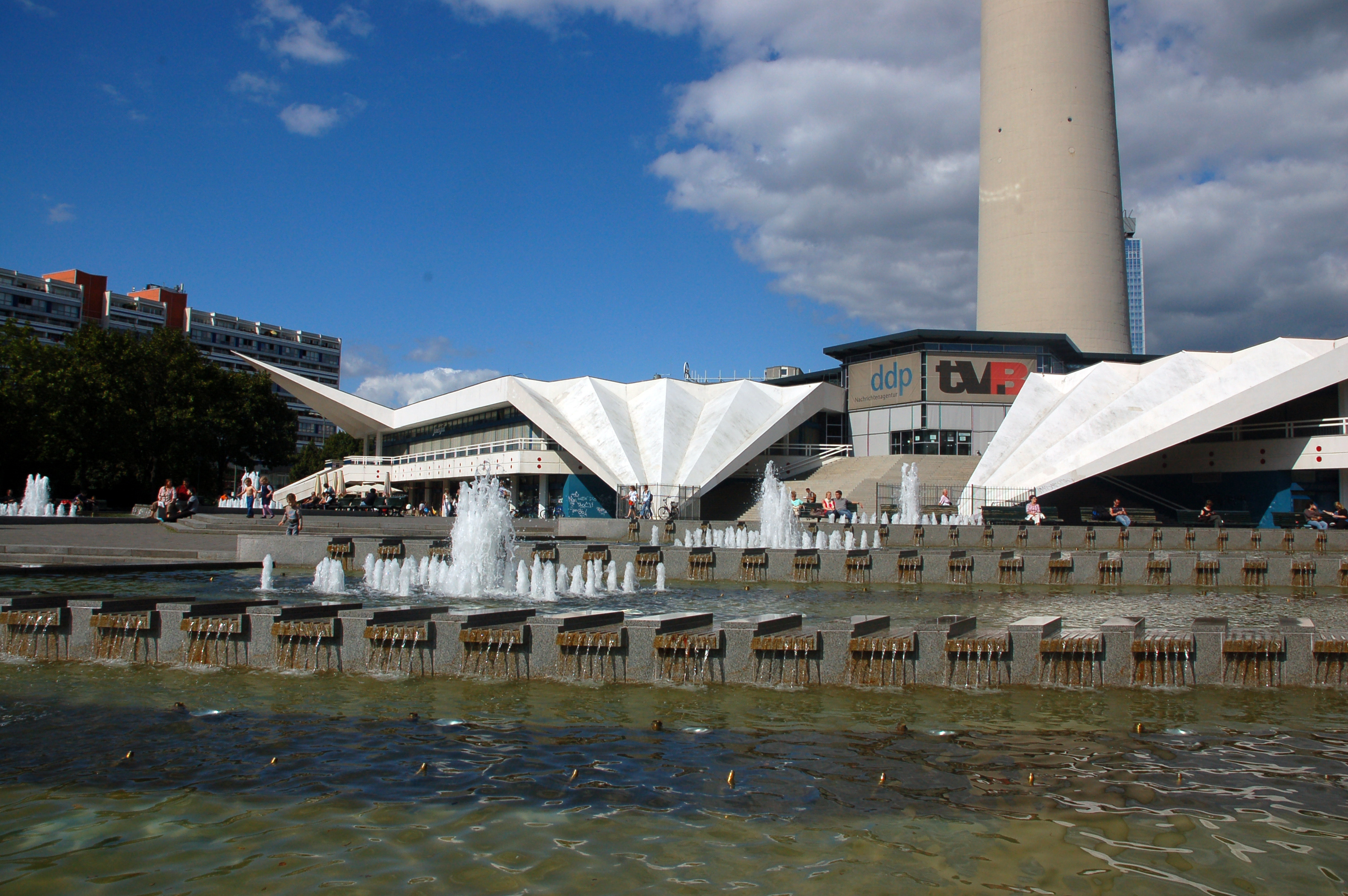
Zweigeschossige Fußumbauung des Berliner Fernsehturms mit Faltdach

- 1971: Fußumbauung Fernsehturm (lediglich Bau-Ausführung durch Müther, mit Walter Herzog und Heinz Aust), Berlin (⊙)
- 1971: Speisesaal „Haus Herta“, Binz; abgerissen
- 1972: HO-Gaststätte Panorama, Schwerin; 1993 umgebaut, Denkmalstatus seit 2016,[74] ab 2020 Galerie,[75] (⊙)
- 1972: Ruderzentrum Blasewitz (mit Ingo Schönrock), Dresden; 2006 saniert (⊙)
- 1972: Vier Finnhütten als Schlafräume im Pionierlager „Ernst Thälmann“ (Architekt: Dietrich Otto), Borchtitz auf Rügen; eine Hütte stürzte nach einer Erosion ins Meer, 2002 Umbau zu Eigentumswohnungen (⊙)
- 1972: Großplastik (lediglich Ausführung durch Müther, mit Horst Freytag), Magdeburg, Elbuferpromenade (⊙)
- 1972: Mehrzweckgaststätte „Baltic“, Rostock-Lütten Klein; 2010 abgerissen
- 1972–1973: Großgaststätte Ahornblatt (mit Gerhard Lehmann, Rüdiger Plaethe und Helmut Stingl), Berlin; 2000 abgerissen
- 1973: Kaufhalle (mit Peter Baumbach und Dieter Jastram), Rostock-Evershagen; 2005 umgebaut (⊙)
- 1973: Gaststättenkomplex „Szczecin“ (mit Hans-Christian Brümmer), Rostock-Lütten Klein; 2009 abgerissen, baugleich mit den Gaststättenkomplexen „Riga“, „Stadt Stralsund“ und Magdeburg-Nord
- 1973: Gaststättenkomplex „Riga“ (mit Hans-Christian Brümmer), Rostock-Lütten Klein; heute Einkaufszentrum, saniert (⊙)
- 1973: Ladenvorbau für Industrievertrieb RFT (mit Horst Freytag), Magdeburg, Julius-Bremer-Straße; unsaniert (⊙)
- 1973: Reparatur- und Kraftfahrhalle (mit Horst Malleck), Templin; saniert (⊙)

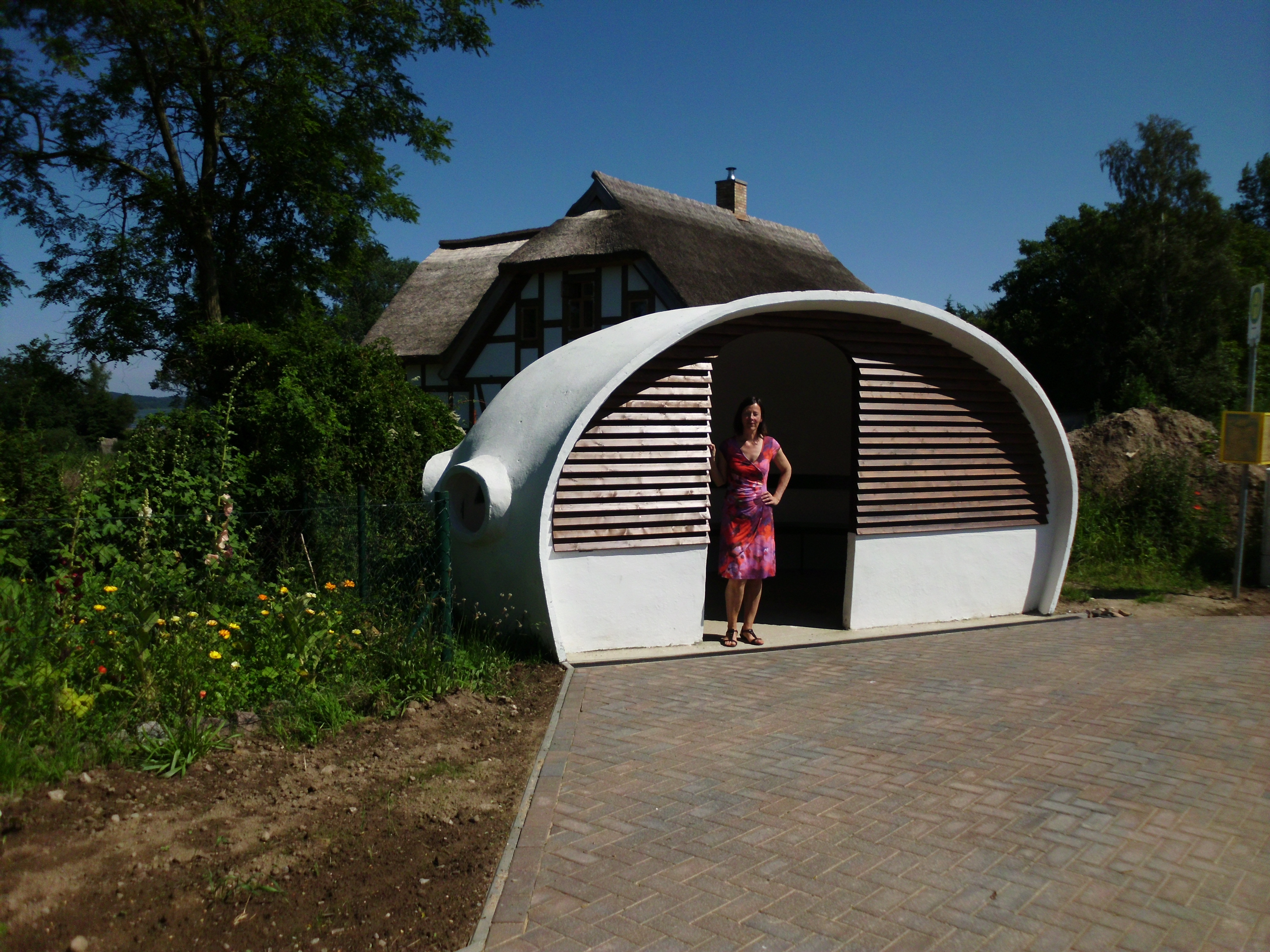
Buswarteraum in Buschvitz, 2011; die Raumkuppel stellt die stilisierte Form eines Taucherhelms dar.

- 1974: Buswartehalle (Architekt: Dietrich Otto), Buschvitz auf Rügen; baugleiche Buswartehalle in Dranske (⊙)
- 1974: Schülergaststätte, Bergen-Süd; 2002 abgerissen
- 1974: Raumflugplanetarium „Juri Gagarin“ (mit Carl Zeiss Jena), Cottbus (⊙)
- 1974: Faulbehälter, Rostock-Bramow, 1994 abgerissen
- 1975: Mensa der Ingenieurhochschule Wismar (mit Arno Claus Martin und Siegfried Fischer); bis Dezember 2018 genutzt als Diskothek „Mensakeller“, 2022 Baudenkmal, seit 2024 Umbau zu einem Bürogebäude (⊙)
- 1975: Rettungsstation der Strandwache I (Architekt: Dietrich Otto), Binz auf Rügen; 1993 abgerissen
- 1975: Gaststätte „Bördestube“ (mit Hans-Christian Brümmer), Magdeburg-Nord, 2004 abgerissen
- 1975: Gaststättenkomplex „Stadt Stralsund“ (mit Hans-Christian Brümmer), Stralsund Knieper-West; heute verschiedene Geschäfte, 1991–1995 umgebaut (⊙)
- 1975: Betriebsgaststätte Kombinat Ingenieur-, Tief- und Verkehrsbau (mit Otto Dabel), Rostock Dierkower Damm, 2015 saniert, heute öffentliche Kantine neben der Michaelschule (⊙)
- 1975: Gaststätte „Kosmos“ (mit Horst Freytag), Magdeburg-Reform (⊙)
- 1977: Schwimmbadüberdachung[77] für das ehemalige „Erholungsheim des ZK“[78] – (mit Kurt Tauscher), Sellin auf Rügen; heute „Cliff Hotel Rügen - Resort & Spa“, saniert (⊙)
- 1977: Mehrzweckraum für das Gemeindezentrum „Knieper West“ der evangelischen St. Nikolaigemeinde (Architekt: Dietrich Otto), Stralsund Knieper-West (⊙)
- 1978: Schwimmbadüberdachung Rügen-Hotel, Sassnitz; 1996 saniert (⊙)
- 1978: Blumenpavillon, Magdeburg, Gerhart-Hauptmann-Straße (⊙)
- 1978: Urlauberrestaurant „Szczecin“ (mit Robert Waterstraat), Binz auf Rügen, 1999 saniert, heute IFA-Hotel-Restaurant „Gryf“ (⊙)
- 1978: Kaufhalle, Rostock-Schmarl (⊙)
- 1980: Orchesterpavillon Naturbühne Ralswiek; einzige Hyparschale in Holzkonstruktion, 2012 abgerissen
- 1980: Katholische Kirche St. Josef und Lukas (mit Dietrich Otto, Erhard Russow und Harald Heyde), Neubrandenburg; Dach saniert (⊙)
- 1981: Rettungsstation der Strandwache II (Architekt: Dietrich Otto), Binz auf Rügen; 2004 saniert, als Trauraum des Standesamtes in Nutzung (⊙)
- 1983: Uferpavillon und Restaurant „Seerose“ (mit Dieter Ahting), Potsdam (⊙)
- 1983–1986: Rennschlitten- und Bobbahn (mit Udo Gurgel), Altenberg (⊙)
- 1985: Großplanetarium der Ernst-Abbe-Stiftung (mit Antje Dombrowski und Carl Zeiss Jena), Jena; 1996 abgerissen
- 1985: Radsporttrainingsbahn Dynamo, Rostock; 2005 saniert (⊙)
- 1985: Sporthalle (mit Frank Siepelt und Harry Neumann), Gingst auf Rügen (⊙)
- 1986: Eisschnelllaufbahn im Sportforum Hohenschönhausen, Berlin (⊙)
- 1987: Zeiss-Großplanetarium im Thälmann-Park (mit Gottfried Hein, Hubert Schlotter und Carl Zeiss Jena), Berlin (⊙)
- 1987: Musikpavillon „Kurmuschel“, Sassnitz (mit Dietmar Kuntzsch und Otto Patzelt); 2006 und 2018[55] renoviert (⊙)
- 1987: Radrennbahn, Cottbus (⊙)
- 1992: Planetarium im Zoologischen Garten (mit Carl Zeiss Jena), Leipzig; aus wirtschaftlichen Gründen seit Anfang 1996 nicht mehr als Planetarium genutzt (⊙)

### Außerhalb der DDR

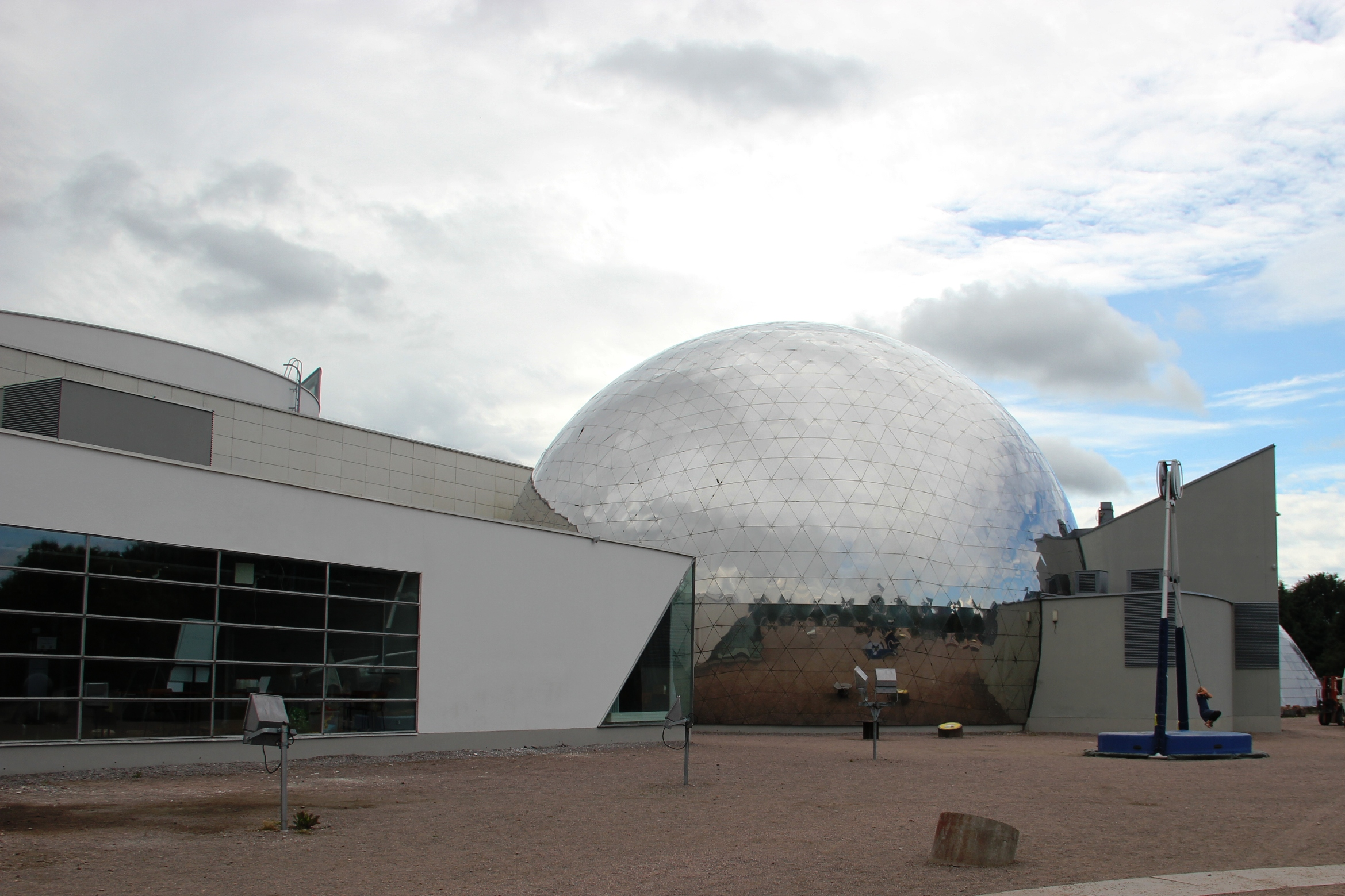
Heureka Science Center, Vantaa

- 1981: Raumflugplanetarium „Spacemaster“ (mit Gertrud Schille, Carl Zeiss Jena, und Georg Zumpe), Tripolis (Libyen)[79] (⊙)
- 1980–1983: Raumflugplanetarium „Spacemaster“ (mit Volker Kersten, Erich Martinoff, Hans Struhk, Gertrud Schille und Carl Zeiss Jena), Wolfsburg (⊙)
- 1985: Kuwait National Planetarium, Kuwait (Kuwait); im Golfkrieg 1990 ausgebrannt, 2000–2001 verändert wiederaufgebaut (⊙)
- 1986: Planetarium im Museum am Schölerberg (mit Carl Zeiss Jena), Osnabrück (⊙)
- 1987: Radrennbahn, Stettin (Polen) (⊙)
- 1989: Radrennbahn, Havanna (Kuba) (⊙)
- 1989: Zeiss-Kleinplanetarium im Vonderau Museum (mit Carl Zeiss Jena), Fulda (⊙)
- 1989: Planetarium im Heureka Science Center (mit Jan Müller, Mikko Heikkinen und Markku Komonen), Vantaa (Finnland) (⊙)
- 1992: Michael-Kirche der Christengemeinschaft, Hannover[80] (lediglich Ausführung durch Müther, mit Büro GRBV Hannover) (⊙)

## Ausstellungen
- 2003: „Die Betonschalen des Ulrich Müther“. Ausstellungsforum der Fakultät Architektur der TU Berlin, 21. Januar – 7. Februar 2003.[81]
- 2006: „Kühne Solitäre – Baukunst statt Plattenbau. Die Hyparschalen des Baumeisters Ulrich Müther“. Templin (Brandenburg), Multikulturelles Centrum, 11. – 30. November 2006.[82]
- 2009: „Ulrich Müther. Schalenkonstruktionen“. Architekturforum Zürich, 5. März – 11. April 2009.[83]
- 2009: „Fotoausstellung Maix Mayer zu Werken von Ulrich Müther (1934 bis 2007).“ Dresden, Festspielhaus Hellerau, 12. September – 27. September 2009.[84]
- 2010: „Offene Räume – Bauten von Ulrich Müther“. Heringsdorf, Kunstverein Usedom, 22. August – 19. September 2010.[85]
- 2014: „HyparAktiv“. City Carré Magdeburg, 11.–22. Februar 2014.[86]
- 2014: „Ulrich Müther – In Beton gegossen“. Stuttgart, architekturgalerie am weißenhof, 27. Februar – 6. April 2014.[35]
- 2014: „Ulrich Müther – in Beton gegossen“. Binz, Museum Ostseebad Binz, 28. Juli – 28. September 2014.[87]
- 2018: „Ulrich Müther – Pläne | Fotos | Modelle“. Binz, Haus des Gastes, Sonderausstellung, 17. – 21. September 2018.[24]
- 2019: „Der Schwung der 60er. Frühe Schalenbauten von Ulrich Müther“. Wismar, Welt-Erbe-Haus, 29. Mai – 15. September 2019.[88]
- 2020: „Nur Beton? Moderne in Neubrandenburg“. Regionalmuseum Neubrandenburg, (Teilthema), 13. November 2019 – 16. Februar 2020.[89][90]
- 2024: „Ulrich Müther – Pläne | Fotos | Modelle“. Binz, Haus des Gastes, Dauerausstellung ab 30. September 2024.[28]

## Symposium
- Candela, Isler, Müther: Betonschalenbau in Mexiko, der Schweiz und Deutschland. Akademie der Künste, Berlin, 17. – 18. Mai 2019. Veranstalter: Hochschule Wismar, Nationale Autonome Universität von Mexiko (UNAM) und ETH Zürich.[91]

## Schriften (Auswahl)
- Erich Kaufmann, Ulrich Müther: Messehalle in Rostock. In: Deutsche Architektur, 15, 11, 1966, S. 676–679.
- Constructions of Double Curvature Shells for Planetariums. In: Bulletin of the IASS. 1979. ISSN 0304-3622
- Engineering Design and Construction of Doubly Curved Shells for Roof Supporting Structures. In: Stefan Polónyi (Hrsg.): IASS. Symposium Spatial Roof Structures. 3 Tagungsbände. Dortmund 1984.
- Spritzbeton-Kuppel des Planetariums Wolfsburg. In: Beton- und Stahlbetonbau, Heft 3, 1985, S. 57–59. ISSN 0005-9900, doi:10.1002/best.198500100.
- Die praktische Anwendung des modernen Schalenbaues. In: Manfred Specht (Hrsg.): Spannweite der Gedanken. Zur 100. Wiederkehr des Geburtstages von Franz Dischinger. Springer Verlag, Berlin 1987, ISBN 3-662-09966-7, S. 111–121, eingeschränkte Vorschau in der Google-Buchsuche.

## Filme
– chronologisch –
- Ulrich Müther – ein Baumeister auf Rügen. Dokumentarfilm, Deutschland, 2001, 43:30 Min., Buch und Regie: Beatrice Schaechterle, Produktion: Radio Bremen, Erstsendung: 10. November 2001 bei Nord 3, Filmdaten in Fußnote 52.
- Für den Schwung sind Sie zuständig. Dokumentarfilm, Deutschland, 58 Min., Produktionsjahr: 2002, Erscheinungsjahr: 2006, Buch und Regie: Margarete Fuchs, Filmdaten (Memento vom 5. Oktober 2008 im Internet Archive).[93]
Die Dokumentation erhielt den Dokumentarfilmpreis des Goethe-Instituts 2003.[94]
- Ulrich Müthers Schalenbauten. Reise-Reportage, Schweiz, Deutschland, 2009, 4:26 Min., Regie: Joerg Pfeiffer, Produktion: Spiegel online, Reihe: km42, Internetveröffentlichung: 25. September 2009, Inhalt, Internet-Video inaktiv, Videokopie:[95].
- Bauwerke Ulrich Müthers. Kurzfilm, Deutschland, 2017, 1:06 Min., Produktion: NDR, Redaktion: Nordmagazin, Erstsendung: 10. März 2017, Reihe: Schweigendes Erleben, Internet-Video.
- Fördermittel: Geld für das Müther-Archiv in Wismar. Fernseh-Reportage, Deutschland, 2017, 3:31 Min., Buch und Regie: Kathrin Klein, Produktion: NDR, Redaktion: Nordmagazin, Erstsendung: 13. April 2017 bei NDR, Inhaltsangabe. (Memento vom 20. April 2017 im Internet Archive).
- Neue Perspektive für das „Inselparadies“. Fernseh-Reportage, Deutschland, 2017, 3:43 Min., Buch und Regie: Kathrin Klein, Produktion: NDR, Reihe: Nordtour, Erstsendung: 8. April 2017 bei NDR, Inhaltsangabe von ARD.
- Schalenbauten von Ulrich Müther. Fernseh-Reportage, Deutschland, 2017, 3:08 Min., Buch und Regie: Kathrin Klein, Produktion: Deutsche Welle (DW), Redaktion: Euromaxx, Erstsendung: 2. Mai 2017 bei Deutsche Welle (DW), Inhaltsangabe von DW (Memento vom 14. April 2018 im Internet Archive).
- Bauten des Ingenieurs Ulrich Müther auf Rügen saniert. Fernseh-Reportage, Deutschland, 2018, 2:36 Min., Buch und Regie: Rebekka Bahr, Produktion: NDR, Redaktion: tagesthemen, Erstsendung: 25. April 2018 bei Das Erste, Video von tagesschau.de.
- Ulrich Müther – Der Landbaumeister von Rügen. Dokumentarfilm-Reihe, DDR, Deutschland, 1987/1989/2018, 41 Min. mit 2 Bonus-Filmen: Von pommerschen Bauernsöhnen und russischem Karnickeldraht, 20 Min., Enthüllung der Rettungsstation „Strandwache 2“ am 26.4.2018 in Binz, 10 Min., Regie: Ted Tetzke, Wolfgang Glatzer, Ulf Klaudius, Klaus Femming, Produktion: Studio Hamburg Enterprises, DRA, rbb, DVD-Veröffentlichung: 28. September 2018, Filmdaten von Studio Hamburg, Inhaltsangabe von inselreport.de. Digitalisierte Fernseh-Reportagen aus dem Archiv des Fernsehens der DDR.
- Schwung statt Platte – Die Hyparschale in Magdeburg. Dokumentarfilm, Deutschland, 2019, 45:12 Min., Buch und Regie: André Strobel, Kamera: Philipp Bauer, Christian Uhlisch, Produktion: MDR, Reihe: Der Osten – Entdecke wo Du lebst, Erstsendung: 7. Mai 2019 bei MDR Fernsehen, Inhaltsangabe von MDR (Memento vom 1. Mai 2019 im Internet Archive).
- DDR-Architektur: Viel mehr als „Platte“. Dokumentarfilm, Deutschland, 2019, 5:15 Min., Regie: Thorsten Mack, Kamera: Hannes Sykora, Produktion: NDR, Reihe: Kulturjournal, Erstsendung: 17. Juni 2019 bei NDR Fernsehen, Internet-Video und Inhaltsangabe von ARD, mit DDR-Archivaufnahmen und Matthias Ludwig (Müther-Archiv).
- Herr der Hyperschale: Müther-Archiv an Hochschule Wismar eingeweiht. Reportage, Deutschland, 2022, 3:01 Min., Buch und Regie: N.N., Produktion: Wismar TV, Internetpublikation: 3. Juni 2022 bei YouTube, Internet-Video. Jan Oestreich präsentiert das Archiv vor der Einweihungsfeier.
- Schwung statt Platte – Die Hyparschale in Magdeburg. Dokumentarfilm, Deutschland, 2024, 45:05 Min., Buch und Regie: André Strobel und Karin Roxer, Produktion: MDR Sachsen-Anhalt, Reihe: Der Osten – Entdecke wo du lebst, Erstsendung: 20. August 2024 bei MDR-Fernsehen, Internet-Video mit Inhaltsangabe von ARD, aufrufbar bis zum 16. August 2026. Mit den Architekten Christian Hellmund und Sophie von Mansberg, Bauingenieur Heinz Ulrich, Matthias Ludwig (Müther-Archiv) und Martin Haase (Müthers Spritzdüsenführer).

## Hörfunk
- Der Landbaumeister von Rügen – Ulrich Müther zum 90. Geburtstag. Radio-Feature, Deutschland, 2024, 5:30 Min., Buch: Axel Seitz, Produktion: NDR Kultur, Ursendung: 22. Juli 2024 bei NDR 1 Radio MV, Skript: Schalenbauer von Binz: Gedenken an Ulrich Müther beim NDR, Internet-Audio mit Müthers O-Ton.

## Belege
1. 1 2 3 4 5 6  Tanja Seeböck: Ulrich Müthers Schalenbauten im Bauwesen der DDR. In: Deutschland Archiv, hrsg. von Bundeszentrale für politische Bildung (bpb), Bielefeld, 45 (2012), 4, S. 694–702.
2. ↑  Pressemappe: Architektur-Ikonen von Ulrich Müther auf Rügen. (PDF; 727 kB) In: Wüstenrot Stiftung / Artefakt Kulturkonzepte, 25. April 2018. Tanja Seeböck: „Diese Leichtigkeit und die utopische, organische Formensprache konnten bei den Kleinarchitekturen wesentlich freier realisiert werden als bei Müthers Großbauten, die immer auf einen konkreten Funktionsbedarf zugeschnitten waren …“ (S. 12).
3. ↑  Anne-Dorothée Herbort: Hauchdünn. In: archithese, 13. April 2017.
4. ↑  Der Berliner Landesdenkmalpfleger Jörg Haspel bewertete das Ahornblatt als einen wichtigen „Vertreter des ›Organischen Bauens‹“. In: Jörg Haspel: Auf den Flügeln des Fortschritts? Eine Betonschale in Berlin. In: SenStadtUmTech (Hrsg.): Großstadtdenkmalpflege. Erfahrungen und Perspektiven. Jahrbuch 1996. (= Beiträge zur Denkmalpflege in Berlin, Heft 12.) Landesdenkmalamt Berlin. Schelzky & Jeep, Berlin 1996, S. 66–67, ZDB-ID 1457667-3, Inhaltsverzeichnis.
5. 1 2 3 4 5 6 7  Klaus Stiglat: Ulrich Müther. In: Bauingenieure und ihr Werk. Ernst & Sohn, Berlin 2004, ISBN 3-433-01665-8, S. 258–262.
6. 1 2 3  Der Landbaumeister von Rügen. (Memento vom 17. Mai 2010 im Internet Archive). In: Pommerland Agentur, Juni 2007, mit Bilderstrecke.
7. ↑  N.N.: smow Blog Designkalender: 21. Juli 1934 – Happy Birthday Ulrich Müther! In: smow.de, 21. Juli 2015, mit Bilderstrecke.
8. 1 2 3  Jan Lubitz: Ulrich Müther 1934–2007. In: architekten-portrait.de, März 2015.
9. ↑  Jürgen Joedicke: Schalenbau. Konstruktion und Gestaltung. [Shell architecture], Reinhold, Stuttgart 1963, S. 27.
10. ↑  Foto: Hyparschalendach über dem Gesellschaftsraum im Ferienheim „Haus der Stahlwerker“ in Binz, 1964. In: Ulrich Müthers Schalenbauten im Bauwesen der DDR, hrsg. vom Deutschland Archiv, 29. November 2012, aufgerufen am 25. Juni 2022.
11. 1 2 3  Kai Michel:  Nach der Utopie. (Memento vom 18. Juni 2018 im Internet Archive). In: Brand eins, 2003, Heft 9.
12. ↑  Karl Drebenstedt: Biografie Ulrich Müther. In: TU Cottbus, aufgerufen am 24. Juni 2022.
13. ↑  Ulrich Müther. (Memento vom 5. Juni 2016 im Internet Archive). In: Institut für Auslandsbeziehungen (ifa), 21. Juli 2014.
14. ↑  Seeböck, Schwünge in Beton, 2016, ISBN 978-3-944033-02-0, S. 396.
15. ↑  Uta von Debschitz: Architektur: Ulrich Müthers Ostseeperlen. In: Spiegel online, 17. September 2003.
16. ↑  Beton-Klassiker. Ulrich Müther – Beton-Baumeister wurde 70. (Memento vom 15. Februar 2006 im Internet Archive). In: architekten24.de, 2004.
17. ↑  Ausstellungsankündigung: Ulrich Müther. Schalenkonstruktionen. (Memento vom 4. März 2016 im Internet Archive). In: Architekturforum Zürich, März 2009, (PDF-Datei, 168 kB, 3 S.).
18. ↑  Tanja Seeböck: Schwünge in Beton. Die Schalenbauten von Ulrich Müther. Helms, Schwerin 2016, ISBN 978-3-944033-02-0, S. 177.
19. ↑  N.N.: Felix Candela und Enrique de la Mora y Palomar. Kirche San José Obrero in Monterrey, Mexiko. Gebaut 1959–60. In: Bauen + Wohnen, 1961, Jg. 15, Heft 11: Schalenbau, S. 417–419, doi:10.5169/seals-330901, mit Fotos und Längsschnitten.
20. ↑  Otto Mathias: Segeltörn für 150 asthmakranke Kinder. 15 Boote stachen zur 29. Christian-Müther-Gedächtnisfahrt in See. In: Ostsee-Zeitung, 13. Juli 2018.
21. ↑  Maria Baumgärtel: Lebenswerk von Ulrich Müther. Christian-Müther-Stiftung: Ein Segeltörn mit berührendem Hintergrund. In: Ostsee-Zeitung, 16. Juli 2019.
22. ↑  Holger Vonberg:  Segeln mit asthmakranken Kindern. (Memento vom 31. Januar 2017 im Internet Archive). In: wirsindinsel.de, 16. Juli 2014.
23. ↑  Maik Trettin: Binz. Platz an der Promenade nach Ulrich Müther benannt. (Memento vom 18. Januar 2017 im Internet Archive). In: Ostsee-Zeitung, 4. Oktober 2015.
24. 1 2  Pressemitteilung: Themenwoche Ulrich Müther. Der Landbaumeister von Rügen. (Memento vom 20. Juli 2018 im Internet Archive).  In: Ostseebad Binz, Juni 2018.
25. ↑  Gerit Herold: Müther-Ausstellung fasziniert Besucher. In: Ostsee-Zeitung, 26. Oktober 2018.
26. ↑  Pressemitteilung: Die Leichtigkeit in Beton: Hypar, Kunst und mehr am Meer. In: Kurverwaltung Ostseebad Binz, 18. September 2019.
27. ↑  Pressemitteilung: Themenwoche Ulrich Müther – Der Landbaumeister von Rügen 21.–27. September 2019. (Memento vom 18. September 2019 im Internet Archive). In: Ostseebad Binz, August 2019.
28. 1 2  Themenwoche: Binz widmet Bauingenieur Müther eine Themenwoche. Ausstellung, Kurse und Reisen zu Müther-Bauten. In: urlaubsnachrichten.de, 4. Juni 2024, aufgerufen am 30. August 2024.
29. ↑  Johanna Hegermann, Axel Büssem: Teepott wird historisches Wahrzeichen. In: Ostsee-Zeitung, 18. Oktober 2018.
30. ↑  Warnemünder „Teepott“ als Wahrzeichen geehrt. In: ndr.de, 18. Oktober 2018.
31. ↑  Axel Seitz: Müther-Bau in Schutow bekommt Ingenieurpreis. In: NDR 1 Radio MV, 14. August 2023, aufgerufen am 22. September 2024.
32. ↑  Müther-Messepavillon Schutow wird Publikumsliebling beim Ingenieurpreis 2023. In: Ingenieurkammer Mecklenburg-Vorpommern, 14. August 2023, aufgerufen am 22. September 2024.
33. ↑  Grauer Himmel, gute Laune – Besichtigung Müther-Messepavillon Rostock-Schutow. In: Ingenieurkammer Mecklenburg-Vorpommern, 13. Juni 2024 [lt. Quelltext], aufgerufen am 22. September 2024, mit Bilderstrecke.
34. ↑  Dörte Rahming: Bauten von Ulrich Müther. Ein Preis für die Mutter aller Teepötte. In: Nordkurier, 16. Juli 2024, aufgerufen am 18. Oktober 2024.
35. 1 2  Müther-Ausstellung in Stuttgart. Betonkopf. (Memento vom 18. März 2014 im Internet Archive). In: der architekt, 11. März 2014.
36. ↑  Antje Bernstein: Müthers Erbe: Ein Stück DDR wirft sich neu in Schale. (Memento vom 7. April 2017 im Internet Archive). In: Ostsee-Zeitung, 4. April 2017.
37. ↑  Broschüren. In: Verein Müther-Archiv, aufgerufen am 25. Juni 2022.
38. ↑  Pressemitteilung: Ulrich Müthers Nachlass wird erschlossen. In: Hochschule Wismar, 12. Juni 2017, aufgerufen am 25. Juni 2022.
39. ↑  Das Müther-Archiv. In: Verein Müther-Archiv, aufgerufen am 13. April 2018.
40. ↑  Kerstin Baldauf: Zur Schönheitskur in Berlin. (Memento vom 17. Juli 2018 im Internet Archive). In: Schweriner Volkszeitung, 16. Juli 2018.
    Kerstin Baldauf: Erste Pläne des Wismarer Müther-Archivs restauriert. In: Informationsdienst Wissenschaft (idw), 12. Juli 2018, aufgerufen am 25. Juni 2022.
41. ↑  Iris Leithold: Eleganz in DDR-Beton. Platz für Müther in Baugeschichte gesucht. In: Mitteldeutsche Zeitung, 16. März 2014, aufgerufen am 24. Juni 2022.
42. ↑  Müther-Archiv an der Hochschule Wismar.
43. ↑  Müther-Archiv: Datenbank. In: Hochschule Wismar, zum Dokumentenbestand auf das Lupenzeichen in der Suchzeile klicken, aufgerufen am 25. Juni 2022.
44. ↑  Einweihungsfeier des Müther-Archivs. In: Hochschule Wismar, 3. Juni 2020, aufgerufen am 25. Juni 2022.
45. ↑  Müther-Archiv an der Hochschule Wismar eingeweiht. In: augias.net, 1. Juni 2022, aufgerufen am 25. Juni 2022.
46. 1 2  Katinka Corts: Müthers Freilichtmuseum. In: TEC21, Nr. 22, 2006, doi:10.5169/seals-107953, S. 7.
47. ↑  Wilfried Dechau: Nachruf. Ulrich Müther, 1934–2007. (Memento vom 24. Dezember 2010 im Internet Archive). In: Bauwelt, Nr. 35, 2007, (PDF; 322 kB).
48. ↑  Foto: Restaurant Seerose, Potsdam. In: nathusius-r.de, aufgerufen am 24. Juni 2022.
49. ↑  Seeböck, Schwünge in Beton, 2016, ISBN 978-3-944033-02-0, S. 383.
50. ↑  Ulrike Merkel: Warum einst ein Zeiss-Planetarium für 10.000 Golf eingetauscht wurde. (Memento vom 9. Juli 2019 im Webarchiv archive.today). In: Thüringer Allgemeine, 6. Juni 2019.
51. ↑  Hyparschale: Moderne in Gefahr. (Memento vom 27. September 2007 im Internet Archive) In: BauNetz, 2004.
52. ↑  Jürgen Tietz: Swingende Strandarchitektur. Schalenbauten von Ulrich Müther an der Ostseeküste. (Memento vom 14. Juni 2007 im Internet Archive) In: Neue Zürcher Zeitung, 8. Oktober 2002.
53. ↑  Wolfgang Kil im Dokumentar-Film «Für den Schwung sind sie zuständig».
54. ↑  Seeböck, Schwünge in Beton, 2016, ISBN 978-3-944033-02-0, S. 276.
55. 1 2  Martina Rathke:  Sassnitz: „Coole DDR-Architektur“. (Memento vom 5. Juli 2022 im Internet Archive). In: Schweriner Volkszeitung, 26. April 2018.
56. ↑  Uta von Debschitz: Ostseeperlen. (Memento vom 31. Oktober 2007 im Internet Archive). In: mare, Nr. 39, August/September 2003.
57. ↑  Udo Burwitz: Sassnitz. Wüstenrot Stiftung saniert Kurmuschel. (Memento vom 18. Januar 2017 im Internet Archive). In: Ostsee-Zeitung, 11. Januar 2016.
58. ↑  Schalenbauten von Ulrich Müther auf Rügen. In: Wüstenrot Stiftung, März 2016, mit Video.
59. ↑  Anne Friederike Ziebarth: Rügen: Berühmte Müther-Bauten werden saniert. (Memento vom 17. Juli 2018 im Internet Archive). In: Ostsee-Zeitung, 30. März 2016.
60. ↑  dpa: Ulrich Müther. Ufo-Turm und Kurmuschel auf Rügen gerettet. In: Nordkurier, 26. April 2018, mit Bilderstrecke.
61. ↑  Benjamin Lassiwe:  Kirchen, Schlösser, Plattenbauten. In Brandenburg 2016 rund 35 Millionen Euro in Sanierung bedrohter Bauwerke investiert. (Memento vom 26. September 2020 im Internet Archive). In: Lausitzer Rundschau, 5. Januar 2017.
62. ↑  Bauprojekt: Alte Mensa Wismar. In: A&P Wismar Architekten, 3. September 2024, aufgerufen am 22. September 2024.
63. ↑  Tanja Scheffler: Vergessene Ikonen. Kaum einer prägte die Ostmoderne so sehr wie Ulrich Müther. Viele seiner Bauten stehen seit drei Dekaden leer oder wurden abgerissen. Derzeit werden drei seiner Bauwerke, in Magdeburg, Neubrandenburg und in Wismar, saniert. In: Bauwelt, Nr. 26, 22. Dezember 2020, aufgerufen am 22. September 2024 und als PDF; 3 S., 671 kB.
64. ↑  Gerald Kleine Wördemann: „Schweriner Teepott“: Warum die Sanierung des Denkmals zu scheitern droht. (Memento vom 20. Januar 2024 im Webarchiv archive.today). In: Ostsee-Zeitung, 19. Januar 2024.
65. ↑  dpa: Geschlossenes Denkmal: Streit um die Hyparschale in Schwerin. (Memento vom 11. September 2024 im Internet Archive). In: stern, 6. September 2024.
66. ↑  Video: Warnemünder haben Angst um ihren Teepott. In: MV1 / YouTube, 20. Januar 2023, aufgerufen am 22. September 2024.
67. ↑  Sorge um Teepott: Ortsbeirat Warnemünde will Klarheit. In: NDR 1 Radio MV, 11. Januar 2023, aufgerufen am 22. September 2024.
68. ↑  Bauten-Eintrag: Gaststätte »Inselparadies«, Baabe, 1966. In: Verein Müther-Archiv, mit Bilderstrecke, aufgerufen am 24. Juni 2022.
69. ↑  Seeböck, Schwünge in Beton, 2016, ISBN 978-3-944033-02-0, S. 317.
70. ↑  Archivfotos: Raststätte Lonnewitz, Oschatz, 1968. In: Verein Müther-Archiv. Abgerufen am 23. September 2024.
71. ↑  Frank Hörügel: Nordsachsens einzige Hypar-Schale steht in Oschatz. In: Leipziger Volkszeitung, 3. Februar 2018.
72. ↑  Seeböck, Schwünge in Beton, 2016, ISBN 978-3-944033-02-0, S. 327.
73. ↑  sahraguate: Raststätte Lonnewitz / Oschatz. Fotoserie vom 22. Dezember 2016. In: Flickr. 22. Dezember 2016, abgerufen am 24. Dezember 2016.
74. ↑  S. Krieg: Panorama mit der Hyparschale. Vor 45 Jahren wurde die Gaststätte in der Johannes-Brahms-Straße 65 eröffnet. In: Schwerin live, 20. Oktober 2017.
75. ↑  Maren Ramünke-Höfer: Schwerins Teepott: So gehts weiter. (Memento vom 9. Februar 2020 im Internet Archive). In: Norddeutsche Neueste Nachrichten, 19. Januar 2020.
76. ↑  Foto: Gedenktafel an der Bushaltestelle Buschvitz. In: MVGM / Facebook, 9. Dezember 2023, aufgerufen am 22. September 2024.
77. ↑  Archivfotos: Schwimmbadüberdachung im »Erholungsheim Baabe«, Sellin, 1977. In: Verein Müther-Archiv, aufgerufen am 24. Juni 2022.
78. ↑  N.N.: Ständig neue Ideen. Die Spitzen des alten SED-Staates konnten in einem eigenen Hotel auf Rügen Urlaub machen. In: Der Spiegel. Nr. 52, 1989 (online – 25. Dezember 1989). Auch als (PDF; 210 kB).
79. ↑  Naziha Arebi: Libya. The Tripoli Planetarium. (Memento vom 5. Februar 2017 im Internet Archive). In: Brownbook, May/June 2015; mit Fotostrecke, darunter der Grundriss M 1:100.
80. ↑   Galerie. (Memento vom 2. Dezember 2021 im Internet Archive). In: Die Christengemeinschaft. Michael-Kirche | Hannover. 
 Stiftungsprojekte. Michaelkirche Hannover. (Memento vom 30. März 2016 im Internet Archive). In: Stiftung Berneburg; (Ortsangaben in kirchbau.de).
81. ↑  Kühne Solitäre. Ausstellung „Die Betonschalen des Ulrich Müther“ in Berlin eröffnet. In: BauNetz, 20. Januar 2003.
82. ↑  Baukunst statt Plattenbau. Müther-Ausstellung in Templin. In: BauNetz, 8. November 2006.
83. ↑  Ulrich Müther. Schalenkonstruktionen. In: Architekturforum Zürich, 2009, Fotos.
84. ↑  Fotoausstellung Maix Mayer zu Werken von Ulrich Müther (1934 bis 2007). (Memento vom 14. April 2018 im Internet Archive). In: hellerau.net, 2009.
85. ↑  Offene Räume. Müther-Ausstellung in Heringsdorf. In: BauNetz, 18. August 2010.
86. ↑  Ausstellung Hypar-aktiver Studenten. (Memento vom 29. Oktober 2014 im Webarchiv archive.today). In: Volksstimme, 12. Februar 2014.
87. ↑  Julius Reinsberg: Ulrich Müther lockt nach Binz. (Memento vom 11. August 2014 im Internet Archive). In: moderneREGIONAL, 20. Juli 2014.
88. ↑  Ausstellung: Der Schwung der 60er. Frühe Schalenbauten von Ulrich Müther. (Memento vom 3. Juli 2019 im Internet Archive). In: Hansestadt Wismar, 27. Mai 2019.
 Wismar zeigt Müther-Ausstellung im Welt-Erbe-Haus. In: Ostsee-Zeitung, 15. Mai 2019.
89. ↑  Ausstellungsseite: Nur Beton? Moderne in Neubrandenburg: Die Bauwerke. (Memento vom 16. November 2019 im Internet Archive). In: nur-beton.de, 2019.
90. ↑  Ankündigung: Nur Beton? Moderne in Neubrandenburg (Memento vom 16. November 2019 im Internet Archive). In: Stadt Neubrandenburg.
91. ↑  Einladung: Internationales Symposium: Candela, Isler, Müther. In: Hochschule Wismar / arthist.net, Mai 2019, Faltblatt: Programm der Vorträge (PDF; 664 kB), (PDF; 664 kB).
92. ↑  Axel Seitz:  DDR-Architektur: Von wegen alles Platte. (Memento vom 13. Februar 2018 im Internet Archive). In: NDR 1, 13. Februar 2018.
93. ↑  Film-Seite von «Für den Schwung sind Sie zuständig»
94. ↑  Dokumentarfilmpreis des Goethe-Instituts 2003. (Memento vom 11. Juni 2011 im Internet Archive)
95. ↑  Joerg Pfeiffer: Ufo am Strand: Die Schalenbauten von Ulrich Müther. In: Spiegel online / YouTube, 25. September 2009.

- Karte mit allen Koordinaten:
- OSM |
- WikiMap

| Personendaten    | Personendaten                              |
| ---------------- | ------------------------------------------ |
| NAME             | Müther, Ulrich                             |
| KURZBESCHREIBUNG | deutscher Bauingenieur und Bau-Unternehmer |
| GEBURTSDATUM     | 21. Juli 1934                              |
| GEBURTSORT       | Binz                                       |
| STERBEDATUM      | 21. August 2007                            |
| STERBEORT        | Binz                                       |